# Історія Варшави

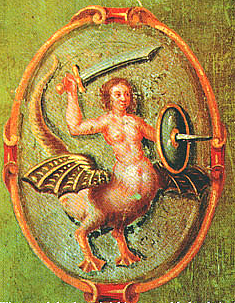
Зображення варшавської сирени 1659 р.

Історія Варшави налічує понад 1400 років. У той час місто перетворилося з кластера сіл до столиці великої європейської держави, Речі Посполитої — і під патронатом її королів, до центру просвітництва та інакше невідомої толерантності. Укріплені поселення, засновані в IX столітті, утворюють ядро міста в сучасному Старому місті Варшави.
Історія міста була особливо бурхливою для європейського міста. Воно зазнало численних епідемій, навал і нищівних пожеж. До найбільш руйнівних подій належать Шведський потоп, Велика Північна війна (1702, 1704, 1705), Війна за польську спадщину, Варшавське повстання (1794), Битва під Прагою та різанина мешканців Праги, Листопадове повстання, Січневе повстання, Перша світова війна, Оборона Варшави (1939) і бомбардування з повітря — і Повстання у Варшавському гетто, Варшавське повстання (після якого німецькі окупанти зруйнували місто).
У місті відбулося багато визначальних подій в історії Польщі. Це було місце виборів польських королів, засідання польського парламенту (Сейму) і таких подій, як перемога поляків над більшовиками на Віслі під час битви під Варшавою (1920). За останні роки місто з багатою історією перетворилося на мультикультурну столицю сучасної європейської держави та головний комерційний і культурний центр Центральної Європи.

## Рання історія

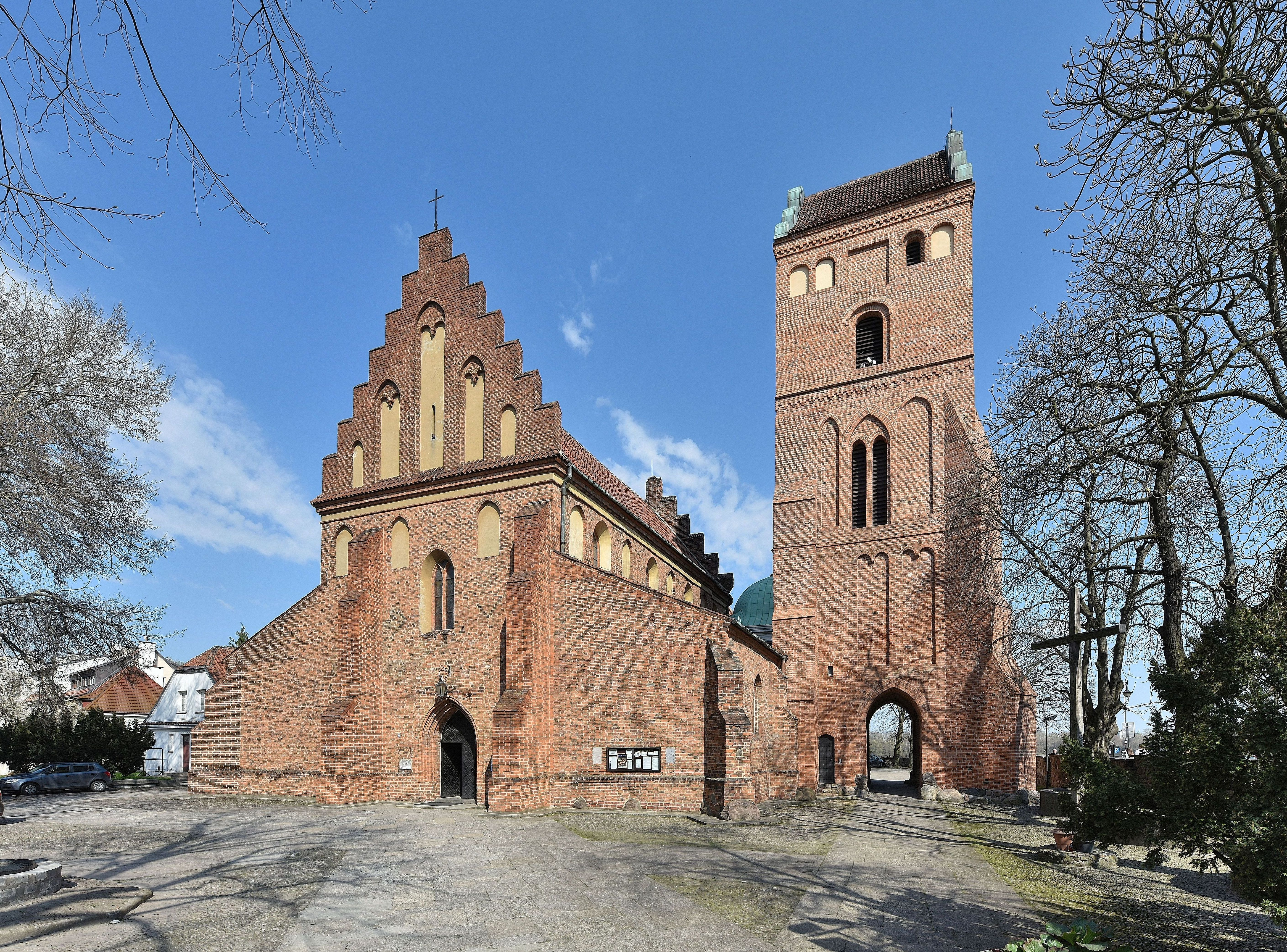
1411 Костел святої Мері у Варшавському Новому Місті.

Першими укріпленими поселеннями на місці сучасної Варшави були Бродно (XI-X століття), Каміон (XI століття) і Уяздів (XII-XII століття). Бродно було невеликим поселенням у північно-східній частині сучасної Варшави, спалене близько 1040 року під час повстання Мецлава, одного з мазовецьких місцевих князів. Kamion був заснований близько 1065 року поблизу станції Warszawa Wschodnia (сьогодні маєток Kamionek), Уяздів — до 1250 року сьогоднішнім Сеймом. Уяздів двічі піддавався набігам — у 1262 році литовцями, у 1281 — плоцьким князем Болеславом II Мазовецьким. Тоді нове подібне поселення було засноване на місці невеликого рибальського села під назвою Warszowa, c. 3,5 кілометра (2,2 миля) на північ від Уяздова — тим самим князем Болеславом II. Брат і наступник Болеслава, Конрад II, збудував дерев'яний каштелян, який знову спалили литовці. На цьому місці князь наказав побудувати муровану церкву, яка отримала ім'я Іоанна і стала собором.
Перший історичний документ про існування варшавського каштеляна відноситься до 1313 року. Більш повні відомості про вік міста містяться в судовому процесі проти Тевтонського ордену, який проходив у Варшавському соборі в 1339 році На початку XIV століття він став одним із резиденцій мазовецьких князів, а в 1413 році став столицею Мазовії (князь Януш II). Економіка Варшави XIV століття трималася на ремеслах і торгівлі. Міщани однорідної на той час національності відзначалися великою різницею в матеріальному становищі. На вершині були багаті патриції, тоді як плебеї становили нижчий шар.
На той час у Варшаві проживало близько 4500 осіб. У XV столітті місто вийшло за межі північного міського муру, тут виникло поселення Нове місто. Наявне поселення стало називатися Старим містом. Кожен мав власний статут міста та уряд. Метою заснування нового міста було врегулювання поселення нових людей, яким не дозволялося селитися в Старому місті (переважно євреям).
У 1515 році під час Московсько-литовської війни пожежа (імовірно, запалена російськими агентами) спалила значну частину Старої Варшави. Велика соціальна нерівність і різниця в багатстві призвели в 1525 році до першого повстання бідних Варшави проти багатих і зловживання ними владою. Ця боротьба призвела до того, що до влади міста було додано так званий третій порядок, який розділив владу з двома органами, контрольованими класом патриціату: радою та асесорами. З цього часу починається історія боротьби Варшави за соціальне визволення.
Після вимирання місцевого княжого роду герцогство було знову включено до Польської корони в 1526 році (за плітками, останній мазовецький князь Януш III був отруєний за наказом польської королеви Бони Сфорци та короля Сигізмунда I).

## 1526—1701
У 1529 році Варшава вперше стала резиденцією Генерального сейму, де вона і залишається досі. Для розміщення Сейму італійський архітектор Джованні Ді Квадро отримав контракт на перебудову Королівського замку в стилі ренесансу. Включення Мазовії до Польської корони призвело до швидкого економічного розвитку, про що свідчить швидке зростання населення до 20 000 осіб порівняно з бл. 4500 осіб століттям раніше.

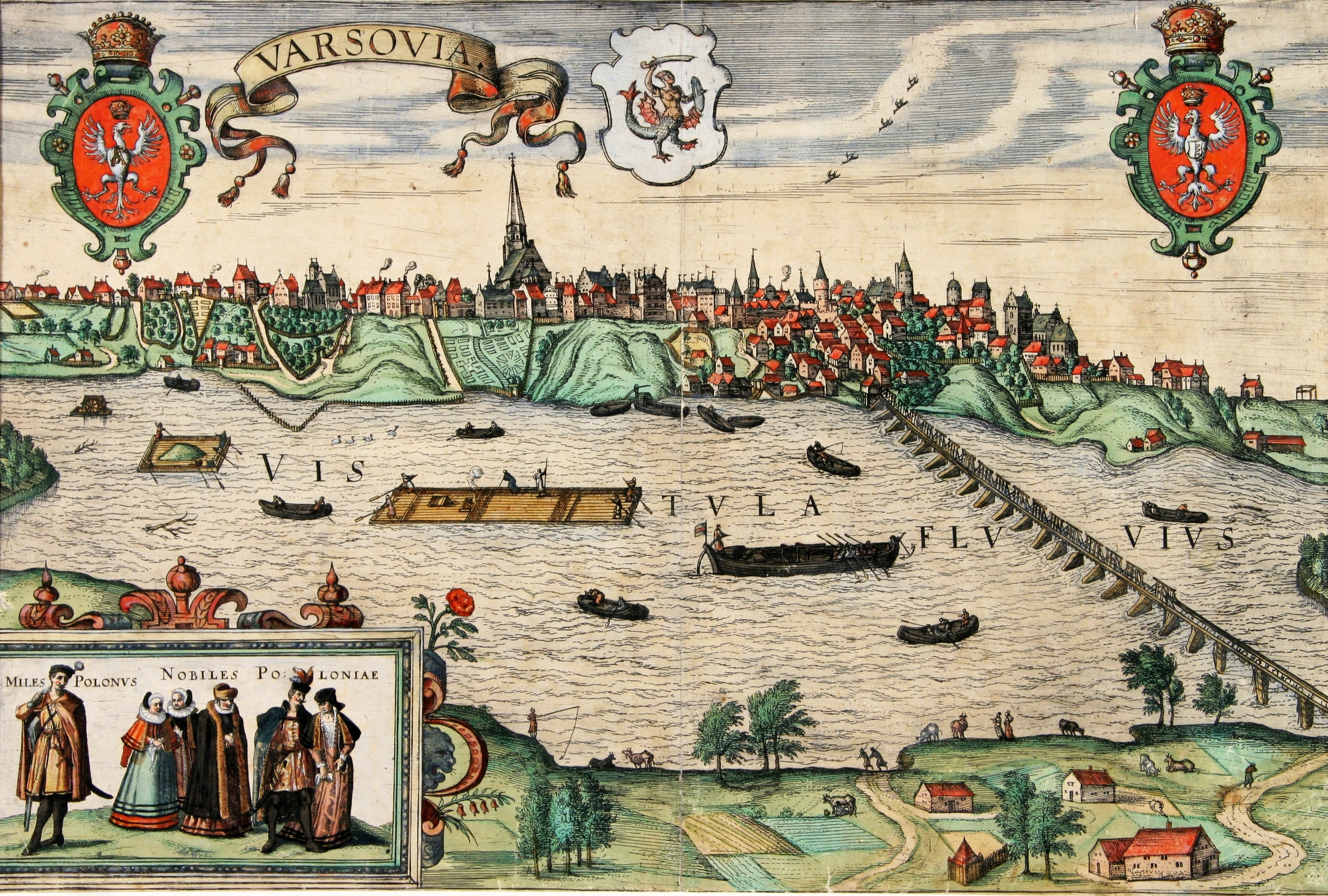
Вид на Варшаву кінця XVI століття, художник Франс Гогенберг

Проте до 1575 року, коли Стефан Баторій став польським королем, збори проводилися в іншому передмісті Варшави у Великій Волі (тепер західний район міста Воля). Найбурхливішими виборами були вибори 1575 і 1587 років, коли між розрізненими дворянами виникла суперечка. Після виборів новообраний король був зобов'язаний підписати pacta conventa (лат. «узгоджені угоди»), перелік передвиборчих обіцянок, які рідко виконуються, зі своїми знатними курфюрстами. Угоди включали «Артикули короля Генріха» (artykuły henrykowskie), які вперше були нав'язані принцу Анрі де Валуа (польською мовою — Генрик Валезі) на початку його короткого правління (після смерті його брата, короля Франції Карла IX, Анрі де Валуа вночі втік з Польщі, щоб претендувати на французький престол).

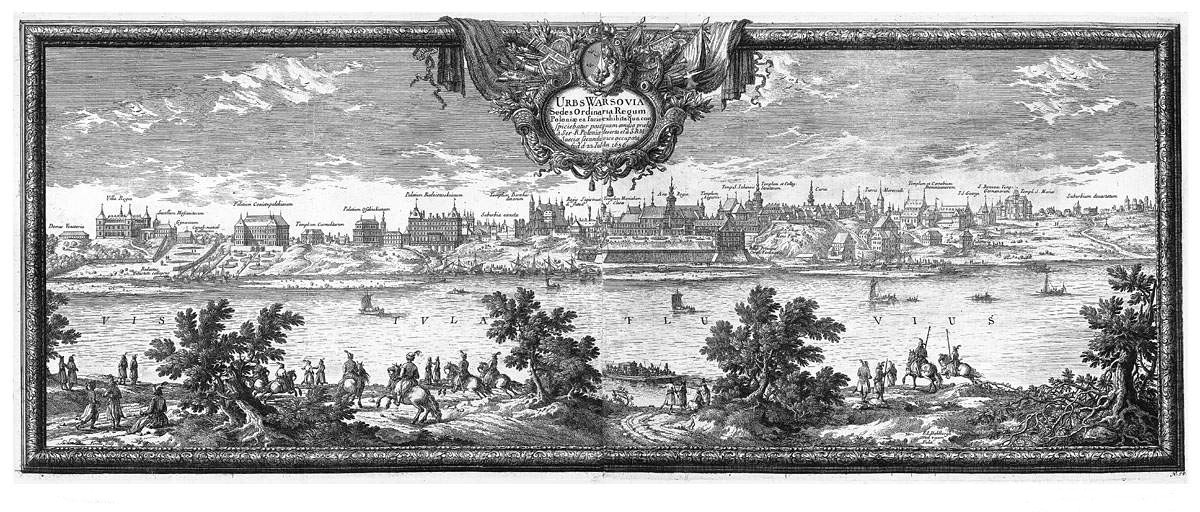
Вид на Варшаву в 1656 році Еріка Дальберга

Завдяки центральному розташуванню між столицями Речі Посполитої Краковом і Вільнюсом, а також відносній близькості до Гданська, звідки завжди загрожувала Швеція, Варшава стала столицею Речі Посполитої та водночас Польщі. Корона у 1596 році, коли король Сигізмунд III Ваза переніс двір із Кракова. Рішенню короля сприяла пожежа краківського замку Вавель. Королівський архітектор Санта Гуччі почав перебудовувати Варшавський замок у стилі бароко, тому король жив там лише тимчасово, але в 1611 році він переїхав туди назавжди. На момент перетворення Варшави з одного з головних польських міст на столицю країни, у ній проживало вже близько 14 тис. мешканців. Старе місто, обнесене муром, налічувало 169 будинків; нова Варшава за мурами налічувала 204 будинки, тоді як передмістя — аж 320. У 1576 р. збудовано перший постійний міст на Віслі; він був зруйнований у 1603 році кригою, і до 1775 року не було постійного сполучення між Варшавою та Прагою на правому березі Вісли.
У наступні роки місто розширилося на передмістя. Було створено кілька приватних незалежних округів, власність аристократів і шляхти, які керувалися власними законами. Такі округи називалися юридиками. Їх заселяли ремісники та торговці. Одним із таких «юридиків» була Прага, яка надала міську грамоту в 1648 році. Пік їх розвитку припав на хвилю відродження Варшави після шведської навали, яка серйозно спустошила місто. Тричі між 1655 і 1658 роками місто перебувало в облозі та тричі його брали й грабували шведські, бранденбурзькі та трансільванські війська. Вони викрали багато цінних книг, картин, скульптур та інших творів мистецтва — в основному, шведські війська. Архітектура Старого і Нового міста середини XVII століття збереглася до нацистської навали. Стиль був пізнім ренесансом із готичними першими поверхами, що збереглися від пожежі 1607 року. У XVII та на початку XVIII-го століття, під час правління великої дворянської олігархії, навколо Варшави виростали чудові резиденції в стилі бароко. У 1677 році король Ян III Собеський почав будувати свою резиденцію в стилі бароко у Віланові, селі бл. 10 кілометрів (6,2 миля) на південь від Старого міста.

## 1700—1795

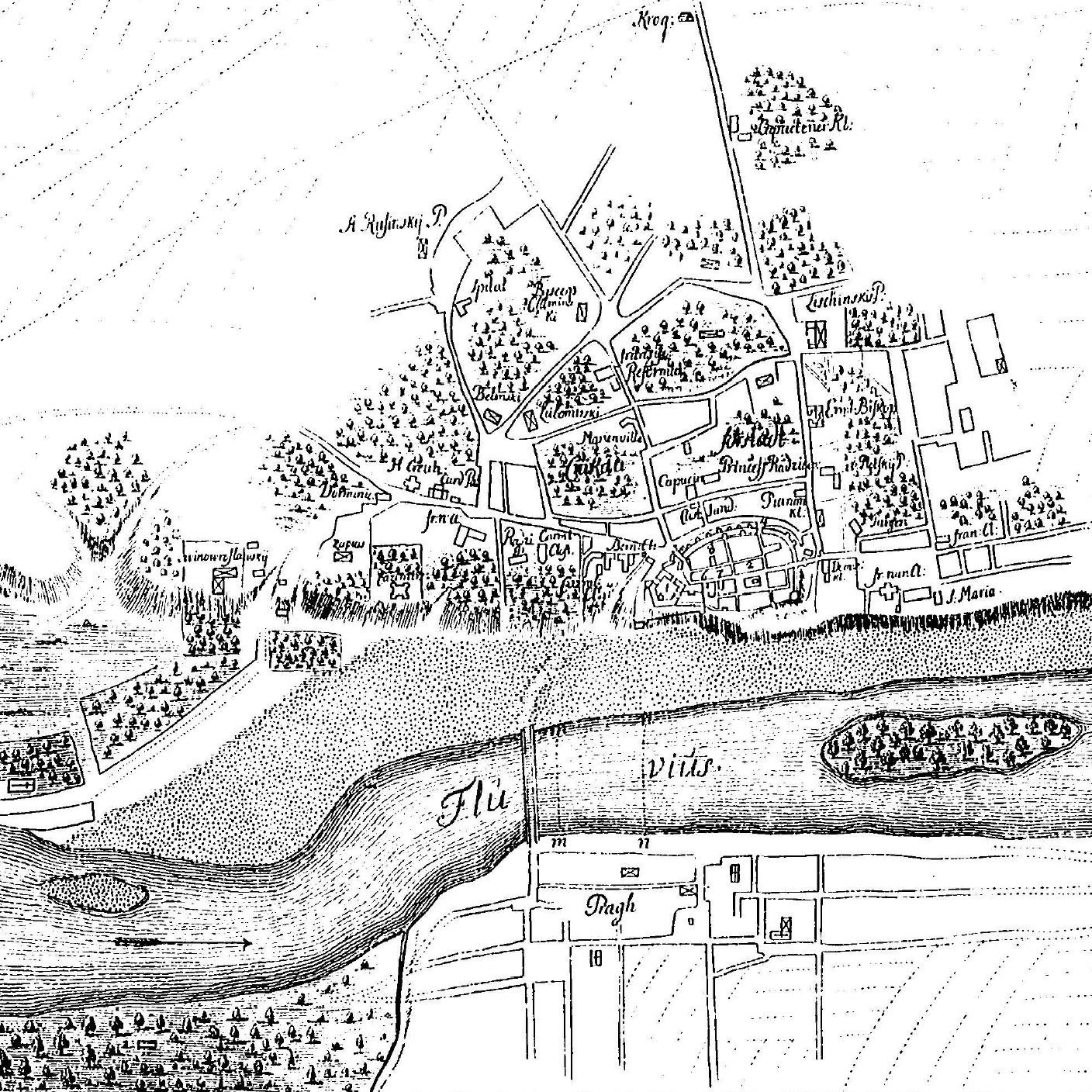
Мапа 1705 року з Theatrum Europeanum.

Низка політичних обставин призвела до того, що після смерті короля Яна III Польща-Литва вступила в період занепаду порівняно з іншими державами Європи. У 1697 році був обраний новий король, саксонський принц-курфюрст Фредерік Август, який прийняв ім'я Август II . Новий монарх був більше стурбований долею своєї батьківщини, Саксонського курфюрства, ніж Польщі. Водночас польська шляхта почала інтенсивну боротьбу за власні права проти Корони, менше думаючи про збереження позицій королівства, здобутих у XVII ст. Крім того, правителі сусідніх Російської імперії (Петро I Великий та Шведської імперії (Карл XII) поступово розширювали свої території та зміцнювали свою владу. У 1700 р. між цими двома державами спалахнула Північна війна; Август II необачно приєднався до неї на боці Петра I. Децентралізованій Польській Короні не вистачило влади, щоб утвердитися у Великій Північній війні, що призвело до того, що Польща стала полем битви між двома сусідніми королівствами. Варшава була обложена кілька разів; вперше, в 1702 році, військами шведської армії. Місто сильно постраждало від шведської окупації. Під шведським впливом у червні 1704 р. польська шляхта скинула з престолу Августа II та у Великій Волі обрала нового короля, прошведського познанського воєводу Станіслава Лещинського. Незабаром після цього перебіг війни змінився, і 1 вересня 1704 року Варшава була відвойована саксонською армією Августа II після п'яти днів жорстокого артилерійського обстрілу. Август, своєю чергою, втратив Варшаву після поразки в битві 31 липня 1705 року. У цій акції, яка відбулася між сьогоднішньою станцією Варшава Заходня та Великою Волею, 2000 шведських військ розгромили 10 000 вояків польсько-литовсько-саксонської армії. Тільки тепер Станіслав Лещинський міг бути офіційно коронований, що відбулося в жовтні того ж року. У 1707 році на підставі мирного договору між Августом II та Карлом XII російські імператорські війська увійшли до Варшави. Через два місяці російські війська були виведені з Варшави. Кілька разів під час Північної війни місто змушене було платити великі контрибуції. Лещинський правив до 1709 року, коли Росія перемогла Швецію в Полтавській битві, змусивши шведську армію залишити Польщу. Після шведської поразки Август II знову став королем Польщі. З 1713 року російські та саксонські війська постійно перебували у Варшаві, що призвело до деспотичної окупації. Окрім лихоліття війни, Варшава постраждала від шкідників (1708 р.), повені (1713 р.) і поганого врожаю.
Август II помер у лютому 1733 року. У вересні польська шляхта знову обрала королем Станіслава Лещинського, але це не відповідало політичним інтересам Австрії та Росії, які через місяць змусили сейм обрати сина Августа II Августа III. Конфлікт інтересів між табором Лещинського та його покровителями Швецією та Францією та послідовниками Августа III та його покровителями Росією та Австрією призвели до Війни за польську спадщину, де Польща знову була не більше ніж полем бою; Варшава знову зазнала походів і окупацій. В результаті війни Август III залишився королем, а Лещинський втік до Франції. Попри політичну слабкість держави, саксонський період був часом розвитку Варшави. Саксонські королі привезли багато німецьких архітекторів, які перебудували Варшаву в стилі, подібному до Дрездена. У 1747 році Юзеф Анджей Залуський та його брат Анджей Станіслав Залуський заснували у Варшаві бібліотеку Залуських. Вона вважалася першою польською публічною бібліотекою і однією з найбільших бібліотек тогочасного світу. У всій Європі було лише дві-три бібліотеки, які могли пишатися таким великим книжковим фондом. Спочатку бібліотека налічувала близько 200 000 одиниць, які зросли до приблизно 400 000 друкованих одиниць, карт і рукописів до кінця 1780-х років. Він також зібрав колекцію мистецтва, наукових приладів, зразків рослин і тварин.

У 1740 році Станіслав Конарський, католицький священник, заснував Collegium Nobilium, університет для дворянських синів, який є попередником Варшавського університету. У 1742 році був створений міський комітет, який відповідав за будівництво тротуарів і каналізації. Але значні частини великої міської території Варшави залишалися поза контролем муніципальної влади. Тільки в 1760-х роках уся міська територія Варшави опинилася під єдиною адміністрацією завдяки зусиллям майбутнього президента Яна Декерта (у Польщі мерів великих міст називають президентами). Раніше Велика Варшава була поділена на 7 районів.

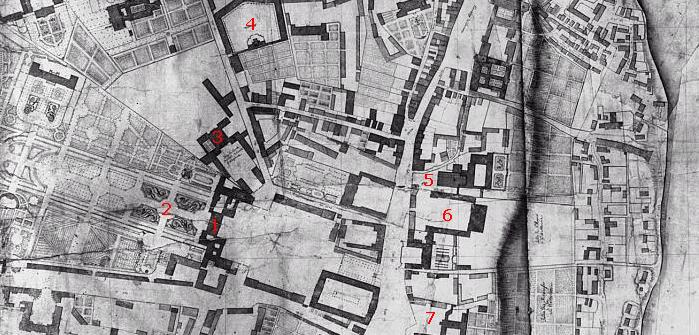
Мапа 1762 р. (детальна)

У 1764 році було обрано нового польського короля, проросійськи налаштованого Станіслава Августа Понятовського. Після його обрання Польща стала практично протекторатом Росії. У 1772 році відбувся перший поділ Польщі. Польські історики стверджують, що поділ був необхідним поштовхом для того, щоб польська шляхта «прокинулася» і почала думати про майбутнє країни. Завдяки реформаторським настроям Просвітництво знищило в Польщі великий вплив, а разом з ним і нові ідеї покращення Польщі. У 1765 році король заснував Korpus Kadetów, першу світську школу у Варшаві. Наперекір своїй назві, це не було військове училище. У 1773 році виникло перше у світі міністерство освіти: Комісія національної освіти (Komisja Edukacji Narodowej).  У 1775 році був побудований новий міст на Віслі, який проіснував до 1794 року.

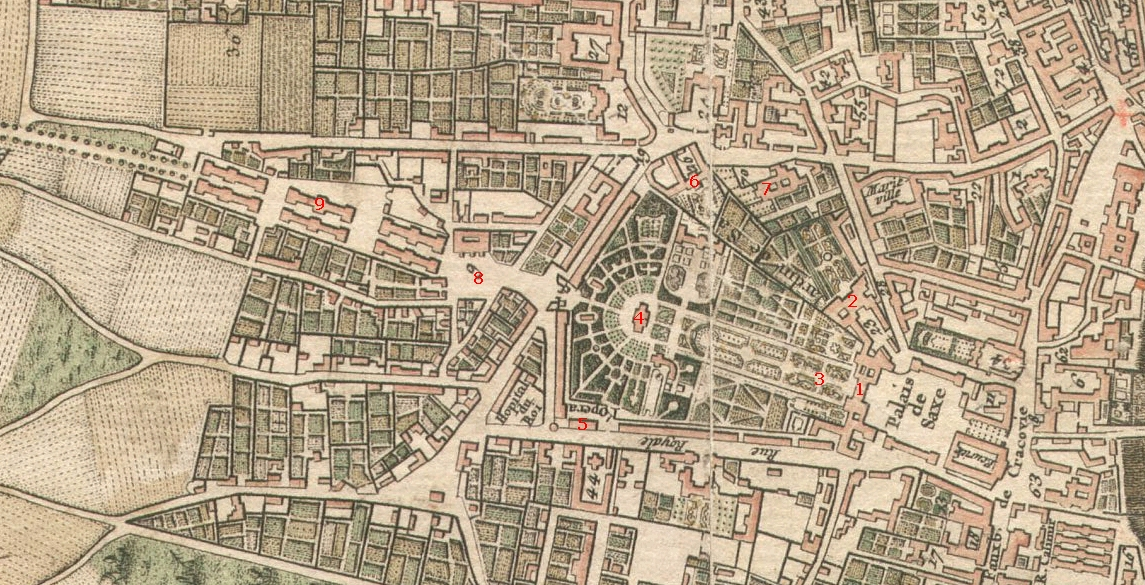
Саксонська вісь приблизно у 1781 році.

Цей час ознаменував новий і характерний етап у розвитку Варшави. Він перетворився на ранньокапіталістичне головне місто. Зростання політичної активності, розвиток прогресивних ідей, політичні та економічні зміни – все це вплинуло на формування міста, архітектура якого почала відображати сучасні прагнення і тенденції. Розвивалися мануфактури, збільшувалася кількість робітників, розширювався клас купців, промисловців і фінансистів. Одночасно відбувалося велике переселення селян до Варшави. У 1792 році у Варшаві було 115 000 жителів порівняно з 24 000 у 1754 році. Ці зміни сприяли розвитку будівельного ремесла. Дворяни будували нові резиденції, а представники середнього класу будували будинки, які демонстрували помітну соціальну диференціацію. Резиденції представників найзаможнішого прошарку – великих купців і банкірів – збігалися з магнатськими. Розвинувся новий тип міського житла, який задовольняв потреби та смаки буржуазії. Художнім середовищем для всіх цих будівель була античність, яка, хоча її різне соціальне походження тоді не аналізувалося, виражала прогресивні ідеї Просвітництва.

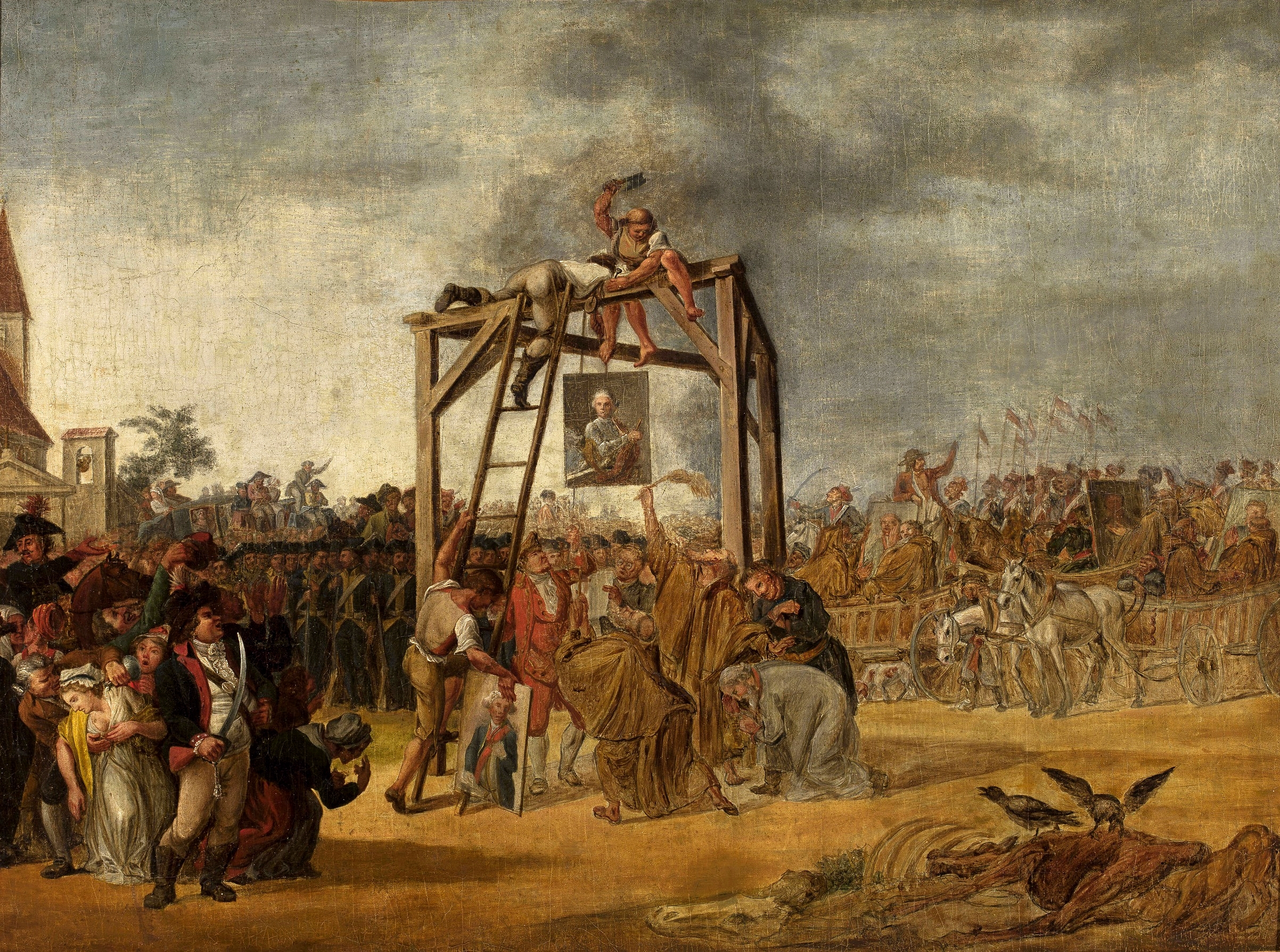
Повішення зрадників у опудалах на ринку Старого міста у Варшаві, сучасна картина Яна Пьотра Норбліна. Прихильники Тарговицької конфедерації, відповідальні за другий поділ Польщі, стали ворогами суспільства. Якщо їх не вдалося схопити, натомість вішали їхні портрети.

У 1788 році Сейм зібрався, щоб обговорити шляхи поліпшення політичної ситуації та відновлення повної незалежності. Оскільки Польща була де-факто російським протекторатом, імператриця Катерина II мала дати дозвіл на сесію. Катерина не заперечувала, бо не передбачала жодної небезпеки, а крім того, потребувала польської допомоги у війні проти Туреччини. Але в результаті Сейм у Варшаві (званий Великим через тривалість сесії) прийняв Конституцію 3 травня 1791 року, яку британський історик Норман Дейвіс називає «першою конституцією такого роду в Європі». Того ж дня він був прийнятий Сеймом (парламентом) Речі Посполитої як «Урядовий акт» (Ustawa rządowa). Він діяв лише рік. Російсько-турецька війна закінчилася, і імператриця Катерина могла звернути увагу на польські справи. Результатом став другий поділ Польщі 1793 року, який, своєю чергою, призвів до Варшавського повстання 1794 року. Це було повстання населення міста на початку повстання Костюшка. За підтримки Війська Польського воно мало на меті скинути російський контроль над польською столицею. Повстання почалося 17 квітня 1794 року, незабаром після перемоги Тадеуша Костюшка під Рацлавицами.

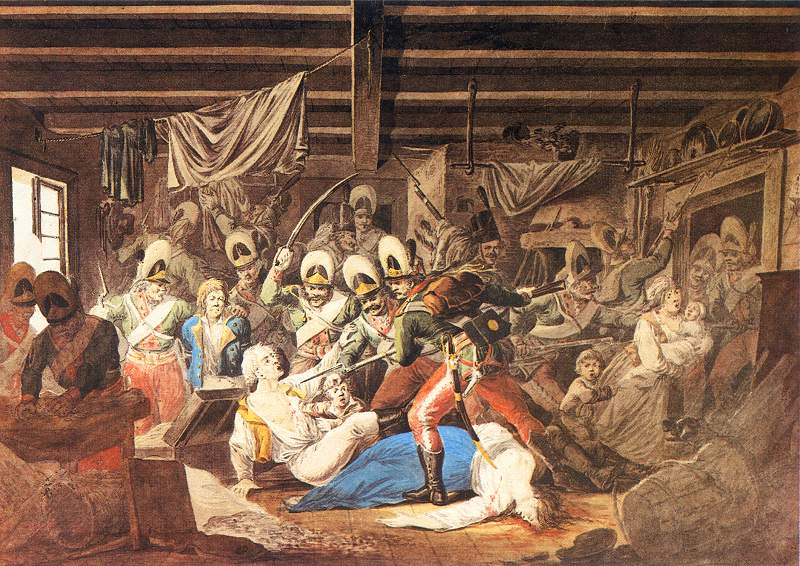
Бійня в Празі, художник Олександр Орловський, 1810 рік.

Після битви під Мацейовицями генерал Тадеуш Костюшко потрапив у російський полон. Внутрішня боротьба за владу у Варшаві та деморалізація населення міста не дозволили генералу Юзефу Зайончеку завершити будівництво укріплень, що оточували місто як зі сходу, так і з заходу. Водночас росіяни пробиралися до міста. 3 листопада 1794 року російські війська вийшли на східні околиці Варшави. Важкий бій тривав чотири години та завершився повною поразкою польських військ. Лише невелика частина зуміла вирватися з оточення і через міст відступила на інший берег річки; сотні солдатів і цивільних впали з мосту і потонули в процесі. Після закінчення битви російські війська, всупереч наказу генерала Олександра Суворова перед битвою, почали грабувати та спалювати весь район Варшави (нібито в помсту за вбивство або захоплення в полон більшу частину російського гарнізону у Варшаві, під час Варшавського повстання у квітні 1794 року, коли загинуло близько 2000 російських солдатів). Майже всю територію було пограбовано, спалено дотла, багато жителів Праги було вбито. Точна кількість загиблих того дня залишається невідомою, проте, за оцінками, було вбито до 20 000 чоловіків, жінок і дітей. У польській історії та традиції ці події називають «Празькою бійнею». Британський посланник Вільям Гардінер писав британському прем'єр-міністру Вільяму Пітту Молодшому, що «напад на лінії оборони Праги супроводжувався найжахливішим і абсолютно непотрібним варварством».
Після поразки повстання Костюшка Річ Посполиту було остаточно поділено між трьома сусідами (3-й поділ, 1795 р.): Росією, Пруссією та Австрією. Варшава опинилася в прусській частині та стала столицею Південної Пруссії (Südpreußen).
Інший підсумок роботи Великого сейму безпосередньо стосувався Варшави: 21 квітня 1791 року він ухвалив Міський акт, який скасовував юридику. З того часу Варшава та її колишні юридики становили однорідний міський організм під однією адміністрацією. На згадку про цю подію 21 квітня відзначається День Варшави.

## 1795—1914

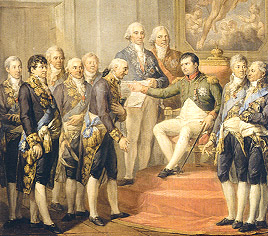
У 1807 році Наполеон надає Конституцію Герцогству Варшавському.

Варшава залишалася столицею Речі Посполитої до 1795 року, поки вона була анексована Королівством Пруссія, щоб стати столицею провінції Південна Пруссія. Звільнена армією Наполеона в 1806 році Варшава стала столицею новоствореного Герцогства Варшавського. Після Віденського конгресу 1815 року Варшава стала центром Конгресової Польщі, конституційної монархії під особистою унією з імперською Росією. У цей період під правлінням відносно ліберального російського імператора Олександра I Варшава пережила значне зростання, наприклад заснування Королівського Варшавського університету (1816). Було виділено нинішню головну вулицю міста — Алеє Єрозолімські. У 1818 р. ратушу на Староміському ринку було знесено, оскільки вона стала замалою для міста, яке розширилося після приєднання юрисдикцій. Міська влада переїхала до палацу Яблоновського (біля Великого театру), де він перебував до Другої світової війни.
Після неодноразових порушень росіянами польської конституції (особливо після смерті Олександра I, коли владу прийняв реакціонер Микола I), спалахнуло Листопадове повстання 1830 року. Почалося зі штурму Бельведеру — резиденції великого князя Костянтина Павловича, головного командиру польською армією і фактичного намісника Конгресу Польського, а також Арсеналу. Повстання 1830 року призвело до польсько-російської війни (1831), найбільша битва якої відбулася 25 лютого 1831 року в Грохові — селі в сучасній північній частині округу Praga Południe. Через те, що польське командування було загальмовано, війна закінчилася поразкою та обмеженням автономії Королівства. Імператор створив військову адміністрацію у Варшаві. Маєток гарних садиб на північ від Нового міста було знищено, а на цьому місці збудовано Цитадель — фортецю з в'язницею. Сейм було призупинено, польське військо розпущено, а університет закрито.

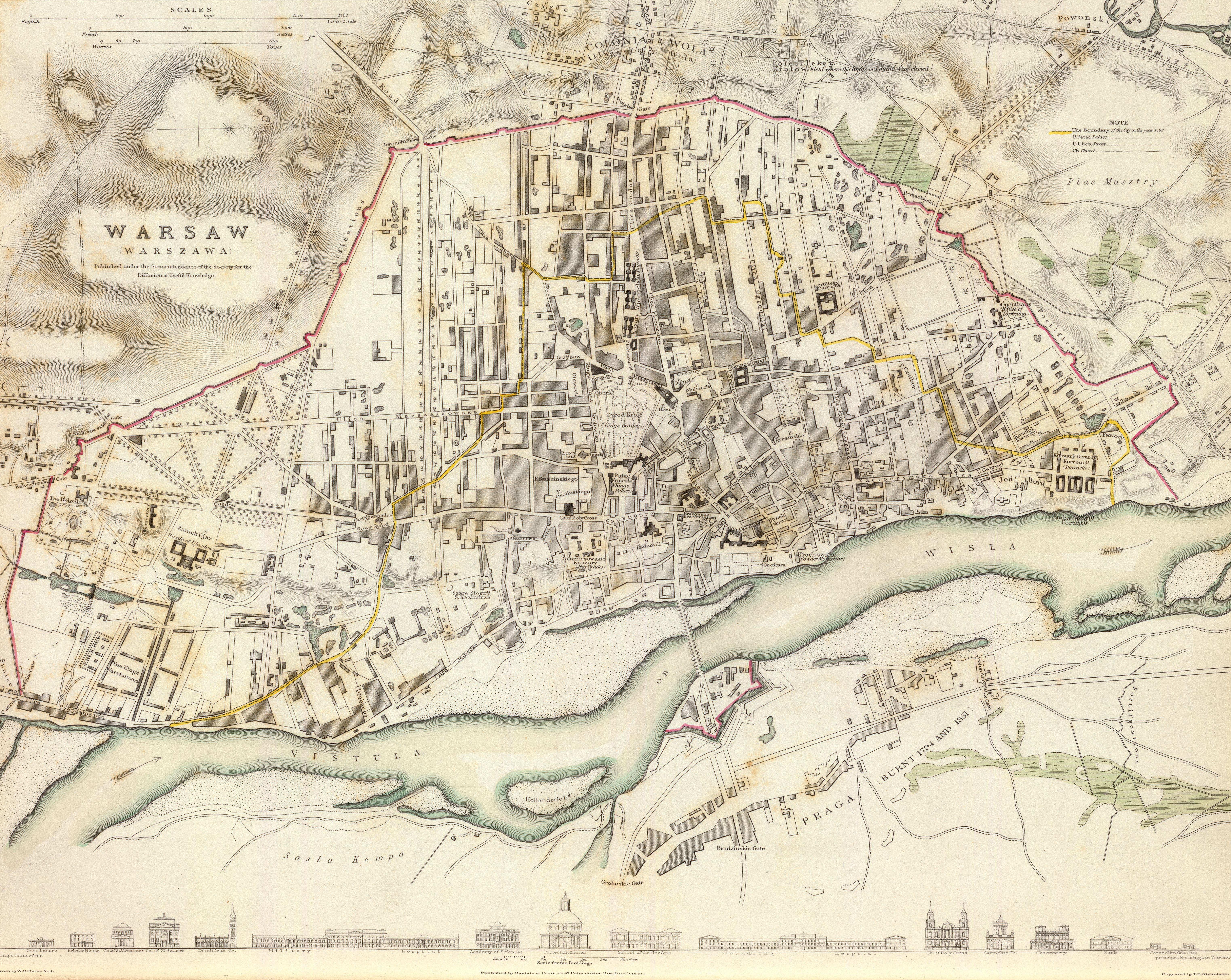
Карта Варшави 1831 року з валами Любомирських, позначеними червоним.

Зростання залізниць перетворило Варшаву на важливий залізничний вузол, оскільки було відкрито лінії до Відня (1848), Санкт-Петербурга (1862), Бидгоща (1862), Тересполя (1867), Ковеля (1873), Млави (1877), Каліша (1902), а також кілька коротших колій. У 1875 і 1908 роках було побудовано два залізничні мости. У 1864 році відкрито перший чавунний автомобільний міст на кам'яних опорах Міст Кербедзя. На той час це був один із найсучасніших мостів у Європі. Сьогодні на тих же опорах лежить Шльонсько-Домбровський міст. Лише тоді міська влада почала відбудовувати Прагу, яка сильно постраждала під час повстань Костюшка та Листопадового повстання, а також війни Наполеона. У 1862 році університет відкрився знову, у 1898 році був створений Технічний інститут Миколи II (попередник Варшавського технічного університету).

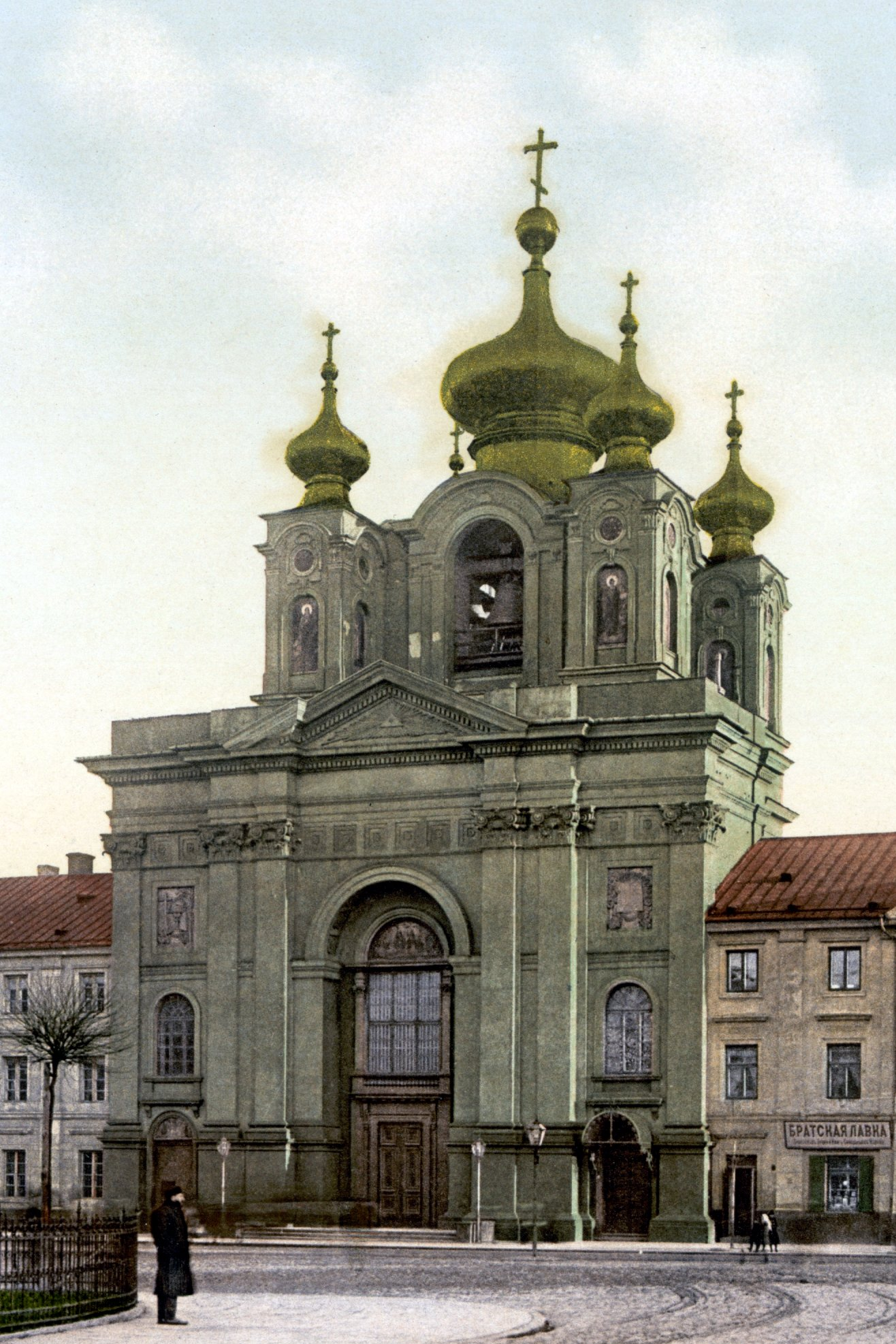
Релігія була елементом русифікації в Російській імперії. Цей римо-католицький костел у Варшаві був захоплений і перетворений на Російську православну церкву, коли Варшава була частиною Російської імперії.

Варшава процвітала наприкінці XIX століття за мера Сократа Старинкевича (1875–92), генерала російського походження, призначеного царем Олександром III. За Старинкевича у Варшаві з'явилися перші водопровідні та каналізаційні системи, спроєктовані та побудовані англійським інженером Вільямом Ліндлі та його сином Вільямом Герлейном Ліндлі, а також розширення та модернізація кінних вагонів, вуличного освітлення та газових заводів. Старинкевич також заснував Бродненське кладовище (1884 р.), яке досі є одним із найбільших цвинтарів Європи. На згадку про Президента одна з варшавських площ має ім'я Старинкевича, хоча він був представником російської влади.
Але розвиток Варшави супроводжувався інтенсивним наступом на польську національну ідентичність. Російська влада закривала польські школи та будувала все більше православних храмів. Ці дії зустріли рішучий опір. 27 лютого 1861 року російські війська обстріляли варшавський натовп, який протестував проти російського панування. Загинули п'ятеро людей. 22 січня 1863 спалахнуло нове повстання. У Варшаві під час Січневого повстання 1863—1864 років перебував підпільний польський національний уряд. Проте це повстання мало переважно партизанський характер, тому Варшава в ньому не відзначилася. Але як покарання президент Калікст Вітковський, російський генерал і попередник Сократа Старинкевича, постійно накладав контрибуцію на Варшаву. Після розстрілу козаками та поліцією демонстрантів у січні 1905 року (Революція в Царстві Польському (1905—1907), після петербурзької «кривавої неділі») по всій Польщі спалахнули страйки. Погром Альфонса, що спричинив насильницькі напади на публічні будинки та вуличні бої, стався у травні 1905 року.
Перший перепис населення Російської імперії 1897 року зафіксував, що населення Варшави становило 61,7 % поляків, 27,1 % євреїв, 7,3 % росіян, 1,7 % німців та 2,2 % інших. Згідно з переписом 1897 року, Варшава була третім за величиною містом Російської імперії (після Москви та Санкт-Петербурга) і найбільшим польським містом, розташованим у складі «російської частини Польщі».
У 1904 році була побудована перша електростанція. У місті встановили електричні вуличні ліхтарі, а в 1908 році відкрили перший маршрут електричного трамвая. У 1914 році відкрито третій міст — Мост Юзефа Понятовського.

## Перша світова війна

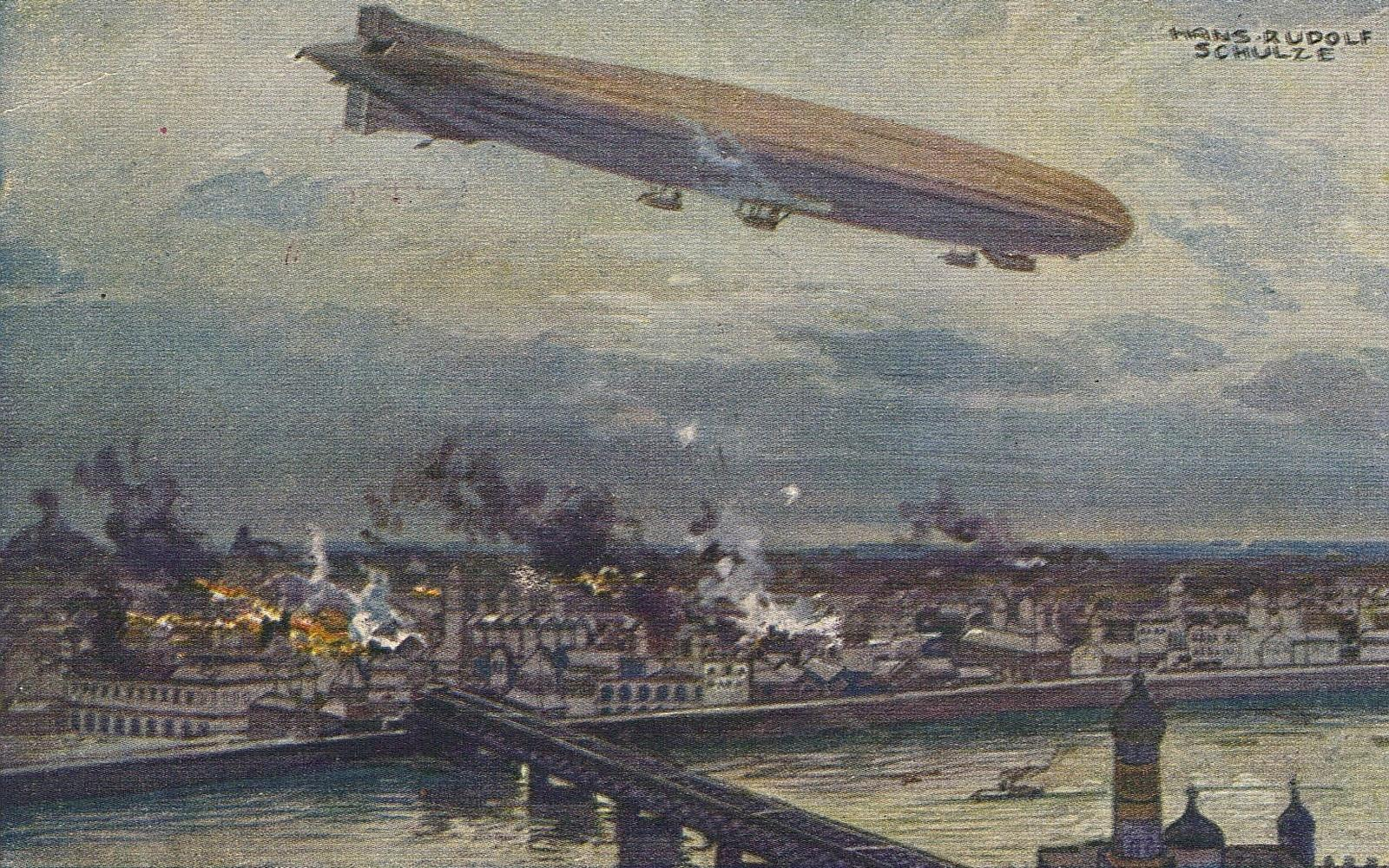
Німецький дирижабль Schütte Lanz SL2 бомбардує Варшаву в 1914 році.

Після майже року боїв на Східному фронті, 1 серпня 1915 року німецька імперська армія під командуванням Августа фон Макензена нарешті увійшла до Варшави. Російська армія під час Великого відступу з Польщі зруйнувала всі варшавські мости — і міст Понятовського, відкритий 18 місяців тому — і вивезла обладнання із заводів, що значно ускладнило ситуацію у Варшаві.
Німецькій владі на чолі з генералом Гансом фон Беселером потрібна була польська підтримка у війні проти Росії, тому вони намагалися виглядати приязними до поляків. Наприклад, вони відновили право викладання польською мовою, а в 1915 році відкрили Технічний університет, Варшавську школу економіки та Варшавський університет природничих наук.
Однак найважливішим рішенням, прийнятим для розвитку міста, було включення передмість. Російська влада не дозволила розширення території Варшави, оскільки було заборонено перетинати подвійну лінію фортів, що оточували місто. З цієї причини на початку Першої світової війни на території сьогоднішнього Середмістя та старої частини Праги (близько 33 квадратні кілометри (13 миля2) проживало 750 тис. чол. У квітні 1916 року територія Варшави становила 115 квадратних кілометрів (44 миля2).
У листопаді 1918 р. у Німеччині спалахнула революція. 8 листопада німецька влада залишила Варшаву. 10 листопада Юзеф Пілсудський прибув на Варшавсько-Віденський вокзал. 11 листопада Регентська рада передала йому всю військову владу, а 14 листопада — всю цивільну владу. З цієї причини 11 листопада 1918 року відзначається як початок незалежності Польщі. Столицею Польщі стала Варшава.

## 1918—1939

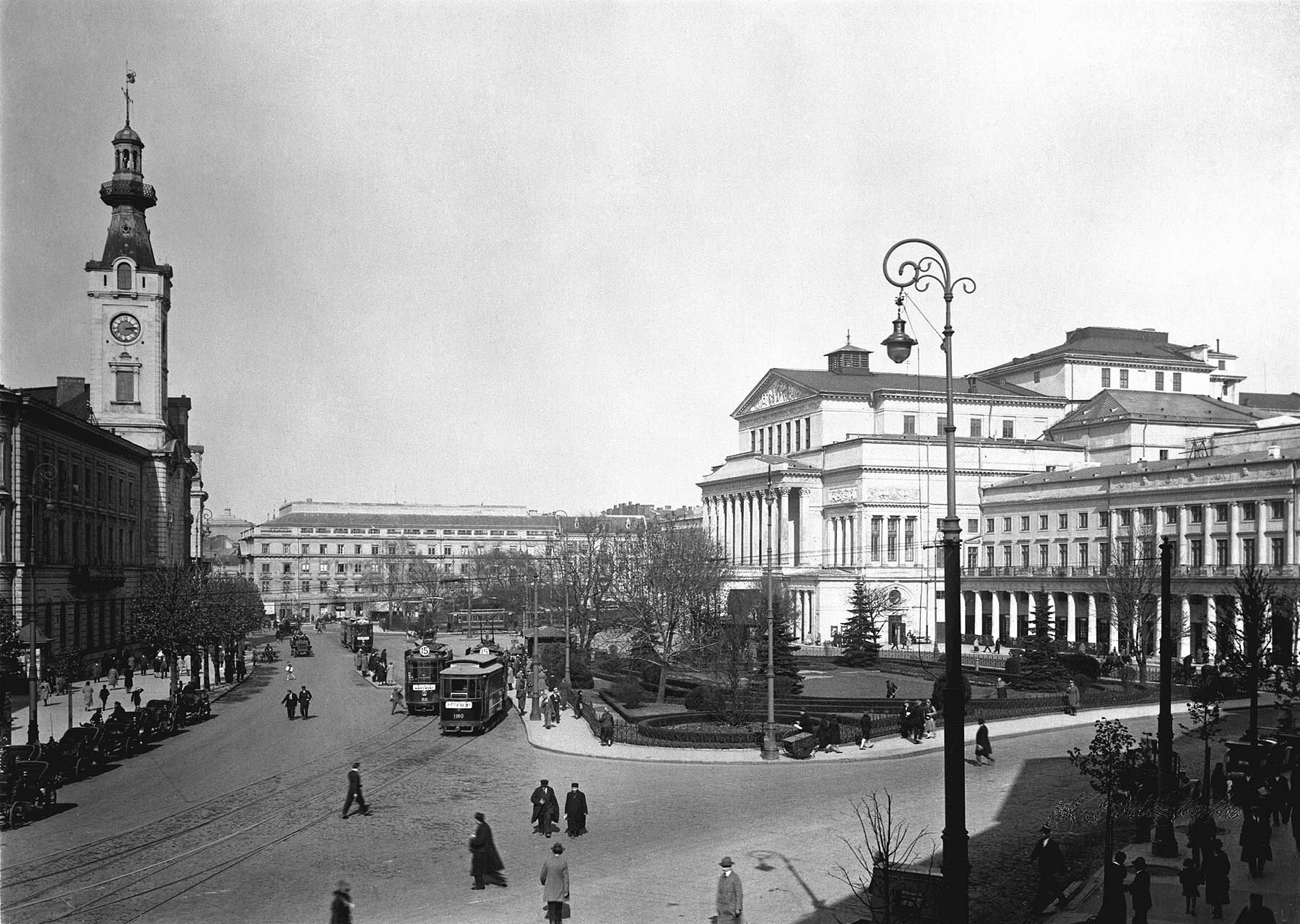
Театральна площа у Варшаві, бл. 1925: праворуч Великий театр; ліворуч палац Яблоновського (1818—1939 резиденція президента Варшави).

Перші роки незалежності були дуже важкими: воєнний хаос, гіперінфляція та польсько-радянська війна 1920 року. Під час цієї війни на східних околицях міста точилася Варшавська битва, столиця була успішно оборонена, а Червона армія розгромлена. Польща сама зупинила весь удар Червоної армії та розбила ідею «експорту революції». На жаль, політичне та військове значення цієї перемоги європейці так і не усвідомили. За словами лорда д'Абернона : Історія сучасної цивілізації не знає події більшої ваги, ніж Варшавська битва 1920 року, і жодна з них не має меншого значення.  ці події 15 серпня в Польщі відзначають День Війська Польського.
16 грудня 1922 року в галереї Zachęta Елігіуш Нєвядомський, художник із психічним розладом, який належав до правої націонал-демократії, убив першого президента Польщі Габріеля Нарутовича, обраного п'ятьма днями раніше Сеймом.

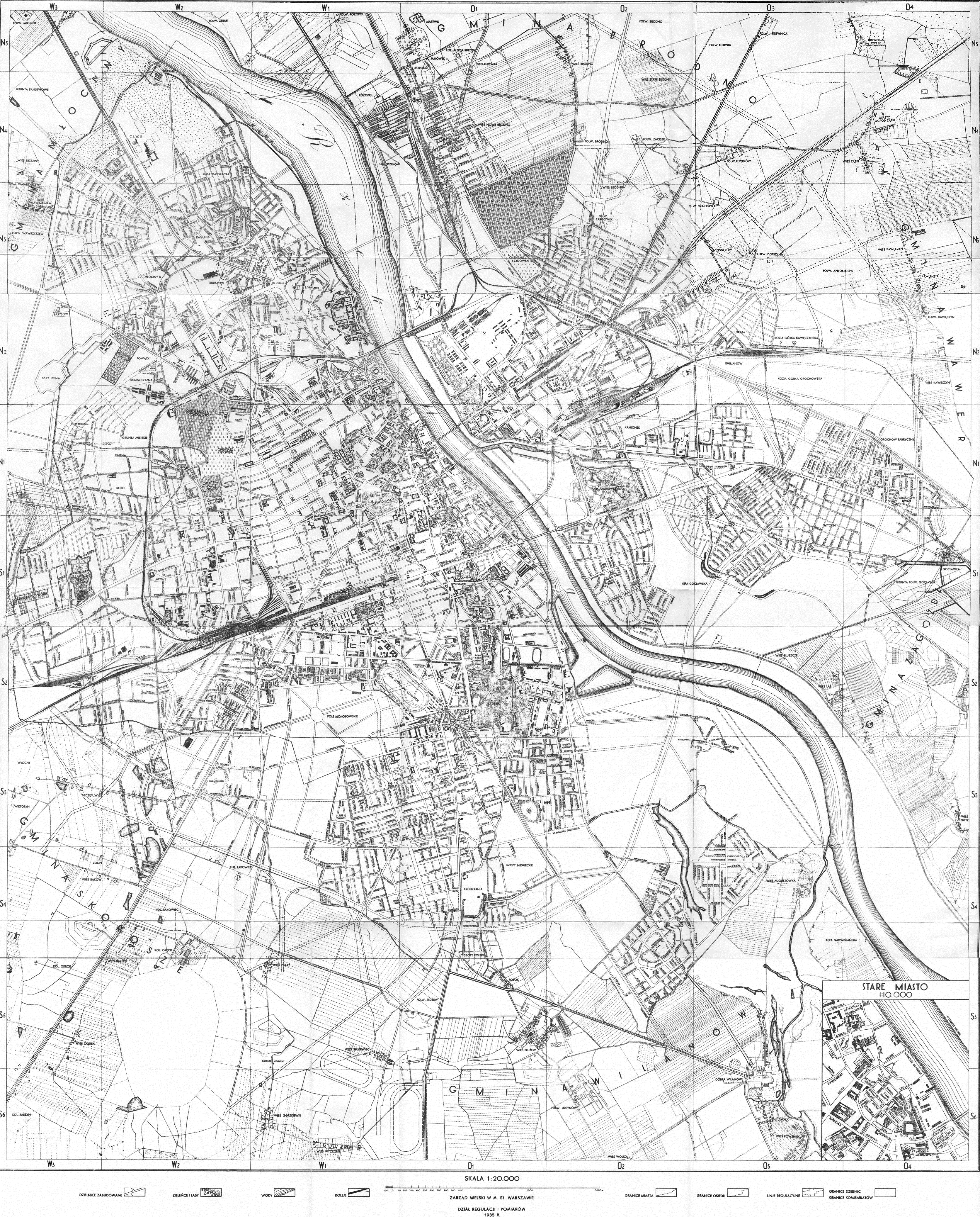
Варшава у 1935 році.

Іншою подією став травневий державний переворот (1926). 12 травня маршал Юзеф Пілсудський, незадоволений ситуацією в Польщі, і зокрема призначенням нового уряду, прибув до Варшави зі своєї резиденції в Сулейовеку (невелике містечко на схід від Варшави) на чолі вірних військ. На мосту Понятовського він спілкувався з президентом Станіславом Войцеховським, який безрезультатно намагався переконати його відмовитися від акції. Наступного дня війська Пілсудського силою захопили Варшаву і змусили уряд і Войцеховського піти у відставку. Під час перевороту вуличні бої вбили майже 400 людей — переважно цивільних, які хотіли спостерігати за боями. Травневий переворот розпочав 13-річний період санації — авторитарних правил табору Пілсудського. Хоча сам Пілсудський ніколи не прийняв посаду президента (але двічі був прем'єр-міністром), він завжди відігравав панівну роль у політичному житті Польщі.
У 1925 році у Варшаві проживало 1 000 000 осіб. За наступні 5 років багатство міста подвоїлося. Це дозволило побудувати нові широкі вулиці, а також новий аеропорт. Перший аеропорт, тимчасовий, відкрився в 1921 році в парку Поле Мокотовське. Другий, постійний, аеропорт відкрився в Окенці, де він і залишився. Міська влада розробляла плани метро, але будівництву завадив початок Другої світової війни. Була відкрита перша радіостанція, яка охоплювала майже всю польську територію.
У 1934 році санаторій призупинив варшавський уряд і призначив Стефана Старжинського президентом Варшави. Він був вірним прихильником санації — тому на початку свого президентства вигнав усіх чиновників, прикріплених до свого попередника. Однак він також був ефективним чиновником. Він стабілізував міський бюджет, боровся з корупцією та бюрократією, оздоровив місто. Проте поляки пам'ятають його головним чином завдяки героїчній поведінці під час Вересневої кампанії.

## Друга Світова війна

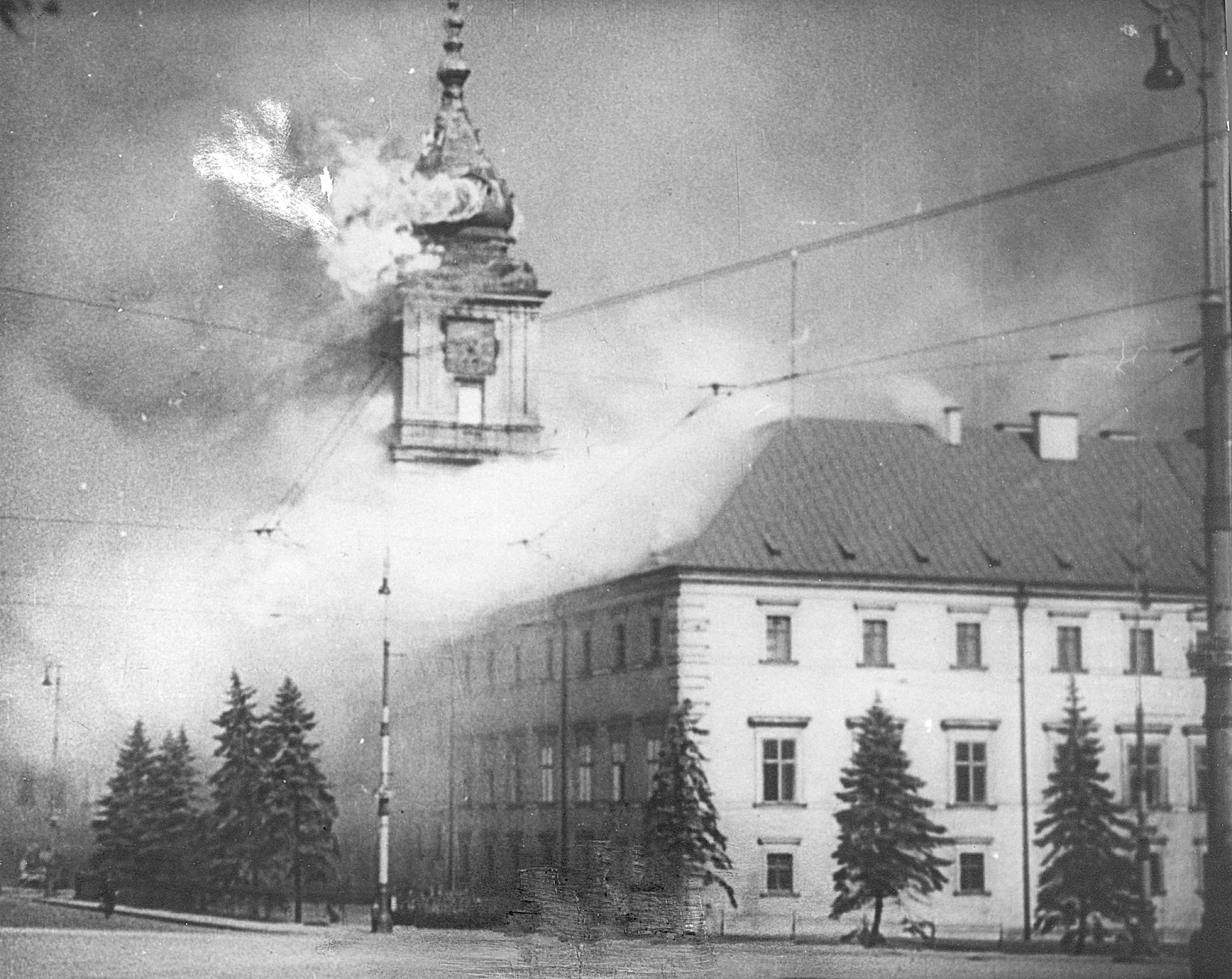
Королівський замок у вогні після німецького артобстрілу та бомбардування 17 вересня 1939 року

Перші бомби впали на Варшаву вже 1 вересня 1939 року, у перший день нападу нацистської Німеччини на Польщу. На жаль, найважливіші представники цивільної та військової адміністрації (разом з головнокомандувачем армії маршалом Едвардом Ридз-Шміглим) втекли до Румунського королівства, забравши з собою значну частину обладнання та амуніції, призначеної для оборони міста. Щоб зупинити хаос, мер Стефан Старжинський захопив повну цивільну владу, хоча не мав на це права. Для запобігання громадському порядку він призначив Громадянську варту. Весь час підтримував народний дух у виступах на радіо. 9 вересня танкові дивізії німецької армії наступали на Варшаву з південного заходу, але захисники (з великою кількістю цивільних добровольців) зуміли їх зупинити в районі Охота. Ситуація була безвихідна. Вермахт висунув стільки дивізій, що рано чи пізно завоював би місто, тим більше, що 17 вересня радянські війська вдерлися на східну Польщу. Через три дні німецьке кільце навколо Варшави було закрите. 17 вересня згорів Королівський замок, а 23 — електростанція. 27 вересня Варшава капітулювала, а 1 жовтня німці увійшли в місто. У вересні 1939 року загинуло близько 31 000 осіб (у тому числі 25 000 цивільних) і 46 000 було поранено (включаючи 20 000 цивільних). Зруйновано 10 % будівель. 27 жовтня німці заарештували президента Старжинського та депортували його до концентраційного табору Дахау, де він помер у 1943 чи 1944 роках (точна дата досі невідома).
Під час Другої світової війни центральна Польща, включаючи Варшаву, опинилася під владою Генерал-губернаторства, нацистської колоніальної адміністрації. Нацистська Німеччина планувала знищити польську столицю ще до початку війни. 20 червня 1939 року, коли Адольф Гітлер відвідував архітектурне бюро у Вюрцбурзі-на-Майні, його увагу привернув проєкт майбутнього німецького міста Neue deutsche Stadt Warschau. Ще в 1939 році Гітлер схвалив план, відомий як план Пабста, який передбачав перетворення Варшави на провінційне німецьке місто. Німці негайно закрили всі вищі навчальні заклади. Німецька влада з перших днів арештовувала і страчувала поляків або вивозила їх до концтаборів. Страти проводилися в основному в лісах навколо Варшави (наприклад, у Кампіносському лісі чи лісі Кабати). Багато маленьких пам'ятників на вулицях Варшави сьогодні вшановують ці злочини. З початком окупації нацисти організували так звані лапанки. Вони полягали в раптовому й точному оточенні обраного місця (наприклад, залізничної станції) та арешті кожного мешканця чи перехожого, який там опинився. Польською «łapać» означає ловити. Такі акції проводилися і в інших окупованих країнах Європи, але не в такому масштабі, як у Польщі. Заарештованих вивозили або до концтаборів, або до таборів примусової праці в Німеччині. З 1943 року концентраційний табір існував також у Варшаві: KL Warschau.

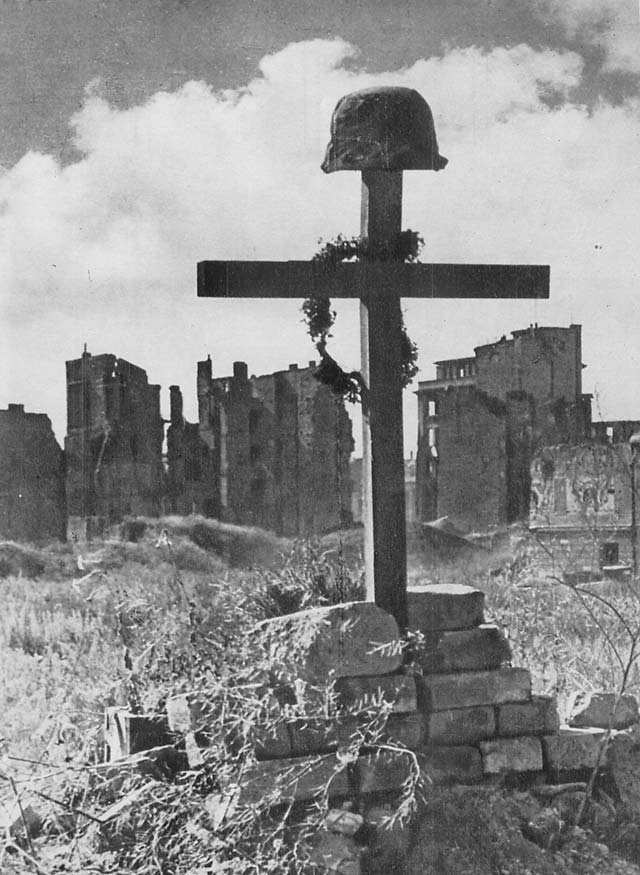
Могила повстанців Варшавського повстання.

З жовтня 1940 року німці депортували все єврейське населення Варшави (кілька сотень тисяч, приблизно 30 % міста) до Варшавського гетто. Вони тримали близько 500 тис. осіб на площі близько 2,6 квадратного кілометра (1,0 миля2). Євреї вмирали не тільки від розстрілів, а й від голоду (добова норма харчування на одного єврея становила всього 183 ккал). З жовтня 1941 року кожен єврей, який залишив гетто, а також поляк, який будь-яким чином допомагав євреям (наприклад, перекидав їжу через стіну гетто), були страчені.
Коли 19 квітня 1943 року надійшов наказ знищити гетто як частину гітлерівського «остаточного розв'язання проблеми», єврейські бойовики розпочали повстання у Варшавському гетто. Попри те, що гетто було значно переважало в озброєнні та чисельно, гетто протрималося майже місяць. Коли бої закінчилися, майже всі вцілілі були вбиті, лише небагатьом вдалося втекти або сховатися. Командир Verbrennungs und Vernichtungskommando («Загони спалювання та знищення») Юрген Строп знищив гетто настільки повністю, що не залишилося навіть стін будинків. Після війни поляки не стали прибирати руїни, а засипали їх землею та зачистили. Це створювало невеликі кургани, на яких будували будинки.
У липні 1944 року Червона армія проникла вглиб території Польщі та переслідувала німців у напрямку Варшави. Знаючи, що Йосип Сталін вороже ставився до ідеї незалежної Польщі, польський уряд у вигнанні в Лондоні наказав підпільній Армії Крайовій (АК) спробувати захопити контроль над Варшавою в німців до приходу Червоної Армії. Таким чином, 1 серпня 1944 року, коли Червона армія наближалася до міста, почалося Варшавське повстання.
Збройна боротьба, розрахована на 48 годин, тривала 63 дні, до 2 жовтня. Зрештою бійці Армії Крайової та цивільні особи, які їм допомагали, були змушені капітулювати. Їх перевезли до таборів військовополонених у Німеччині, а все цивільне населення було вигнано.
Тоді нацисти фактично знищили Варшаву. Гітлер, проігнорувавши узгоджені умови капітуляції, наказав зрівняти з землею все місто, а бібліотечні та музейні колекції вивезти до Німеччини або спалити. Пам'ятники та урядові будівлі підривали спеціальні німецькі війська, відомі як Verbrennungs und Vernichtungskommando («Загони спалювання та руйнування»). Близько 85 % міста було зруйновано, включаючи історичне Старе місто та Королівський замок. У повстанні с. Загинуло 170 тис. осіб, з них лише 16 тис. — повстанці. Цивільне населення (близько 650 000) було депортовано до пересильного табору в Прушкуві (Durchgangslager Pruszków).
17 січня 1945 року, після початку Вісло-Одерської наступальної операції Червоної армії, радянські війська увійшли до руїн Варшави та звільнили передмістя від німецької окупації. Радянська армія швидко зайняла місто та швидко просувалася до Лодзі, оскільки німецькі війська перегрупувалися на більш західній позиції. Під час німецької окупації (1939–45) бл. У Варшаві загинуло 700 000 людей, більше, ніж усі американці та британці. Матеріальні збитки склали близько 45 мільярдів доларів.
Ті солдати Армії Крайової, які пережили війну, були заарештовані радянською таємною міліцією (НКВД), потім або розстріляні, або заслані до Сибіру.

## Новий час
У 1945 році, після закінчення бомбардувань, повстань, боїв і руйнування, більша частина Варшави лежала в руїнах. Поруч із залишками готичної архітектури з-під уламків стирчать руїни чудових споруд часів Конгресу Польщі та залізобетонні залишки довоєнної забудови.

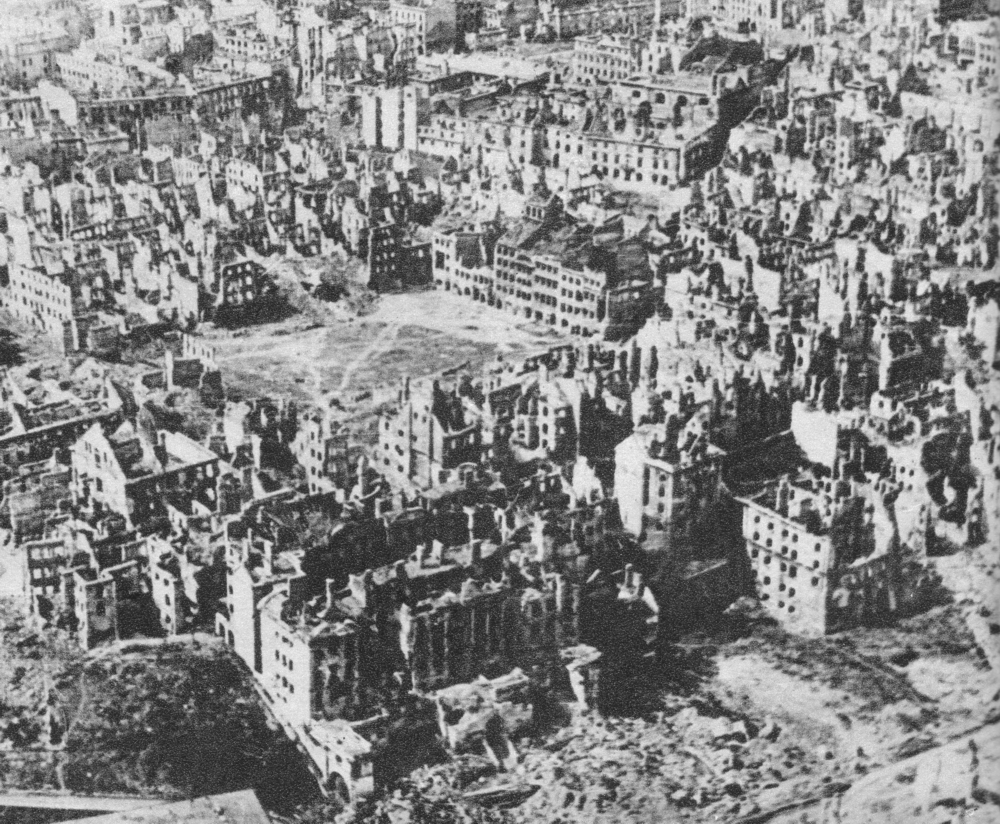
Під час Другої світової війни 85 % будівель у Варшаві було зруйновано.

17 січня 1945 року радянські війська вступили зліва  частину Варшави та 1 лютого 1945 р. проголосила Польську Народну Республіку (де-факто проголошення відбулося в Любліні 22 липня 1944 р.). Відразу було створено Бюро відбудови столиці. Архітектори, які працювали в Бюро, дотримуючись ідей функціоналізму та підтримуваних радянським маріонетковим комуністичним режимом, вирішили оновити Варшаву в сучасному стилі, з великими вільними площами. Вони знесли багато будівель, що існували, і будівель, які можна було відбудувати. Однак не всі їхні ідеї вдалися. У 1953 році Старе місто та Королівський шлях були реконструйовані, щоб вони виглядали до війни (чому сприяли численні картини багатьох художників, у тому числі Каналетто). З іншого боку, через відсутність «корінних» мешканців будинки заселили «прості люди»  які часто не утримували будинки належним чином. Уряд не взявся за складну й дорогу відбудову Королівського замку. Майже все майно було націоналізоване.
Відбудова Старого міста була досягненням світового масштабу. У 1980 році ЮНЕСКО оцінила зусилля та внесла Старе місто до списку Світової спадщини ЮНЕСКО.
Символами нової Варшави були:
- Варшавський автошлях WZ («Trasa WZ») під Старим містом (1949)
- Садиба МДМ (1952) (типова архітектура соцреалізму)
- Палац культури і науки (ПКіН, 1955) символ радянської влади, на той час друга за висотою будівля в Європі.
- Стадіон 10-річчя (1955).

Будівництво садиби МДМ і ПКіН особливо вимагало знесення існуючих будівель. Знесення, однак, дозволило створити один із планів вулиць у Європі, окрім поганого стану доріг та погано спланованих перехресть.
У 1951 році Варшава була знову значно розширена, щоб розв'язати проблему нестачі житла: зі 118 квадратних кілометрів (46 миля2) до 411 квадратних кілометрів (159 миля2). У 1957 році було зареєстровано місто Рембертув. На об'єднаних територіях уряд міста наказав будувати переважно великі збірні будинки, типові для міст Східного блоку.
Радянська присутність, яку символізував Палац культури і науки, виявилася дуже гострою. Сталінізм проіснував у Польщі до 1956 року — як і в СРСР. Лідер (перший секретар) Польської об'єднаної робітничої партії (PZPR) Болеслав Берут раптово помер у Москві під час XX з'їзду КПРС у березні, ймовірно, від серцевого нападу. У жовтні новий перший секретар Владислав Гомулка у промові під час мітингу на площі перед PKiN підтримав лібералізацію режиму (так звану «відлигу»). Спочатку Гомулка був дуже популярний, тому що він теж сидів у сталінських тюрмах і, зайнявши посаду лідера PZPR, багато обіцяв, але популярність швидко згасла. Гомулка поступово посилював режим. У січні 1968 року він заборонив виставу «Дзяди» — класичної драми Адама Міцкевича, сповненої антиросійських алюзій. Це була «остання крапля гіркоти»: тоді студенти вийшли на вулиці Варшави і зібралися біля пам'ятника Міцкевичу, щоб протестувати проти цензури. Демонстрації охопили всю країну, протестувальників затримала поліція. Цього разу студентів не підтримали робітники, але через два роки, коли в грудні 1970 року Польська народна армія обстріляла учасників протестів у Гданську, Гдині та Щецині, ці дві соціальні групи співпрацювали — і це допомогло покінчити з Гомулкою.

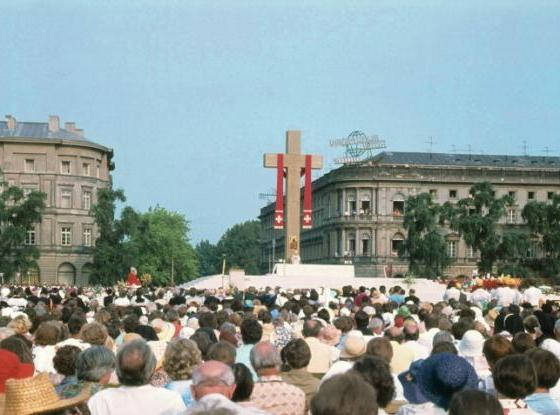
Меса Івана Павла II на площі Перемоги, 1979 рік.

Гомулку змінив Едвард Герек. Порівняно з сивими часами Гомулки, Герек правив з легшою рукою. Прийшовши на посаду, Герек погодився відбудувати Королівський замок. Гомулка до кінця життя був проти цієї ідеї, оскільки був переконаний, що замок є символом буржуазії та феодалізму. Відбудова почалася в 1971 році і закінчилася в 1974 році — того ж року було завершено Трасу Лазєнковську (Łazienkowska Route). Маршрут і міст, які з'єднують район станції Warszawa Zachodnia та маєток Грохув — широку вулицю на правому березі (Praga) — отримали назву Aleja Stanów Zjednoczonych (проспект Сполучених Штатів). Наступними важливими інвестиціями часів Герека є: центральний вокзал Варшави (1975 р., нині найбільший вокзал у Варшаві) та широка двопрохідна дорога Варшава-Катовіце, яка навіть зараз називається «Геркувка» (у виборі місця призначення Досить важливим був той факт, що сам Герек народився в Сілезії, у Сосновці). Але процвітання часів Гереків ґрунтувалося на дуже крихкій основі: Герек брав багато позик в інших країнах і не знав, як ними ефективно розпоряджатися, тому час від часу повторювалися кризи та робітничі заворушення. Перший, серйозніший, був у 1976 році, коли страйкували робітники з Радома та Урсуса; це останнє місто межувало з Варшавою із заходу та мало великий тракторний завод. Як покарання Урсус був включений до Варшави як частина округу Охота; Варшава розширилася на 10 квадратних кілометрів (3,9 миля2).
У кризу 1980-х років і важкий час воєнного стану візити Івана Павла II до його рідної країни в 1979 і 1983 роках принесли підтримку новонародженому руху «Солідарність» і сприяли зростанню там антикомуністичного запалу. У 1979 році, менш ніж через рік після того, як став папою, Іван Павло відслужив месу на площі Перемоги у Варшаві та закінчив свою проповідь закликом «оновити обличчя» Польщі: Нехай зійде Дух Твій! Нехай Твій Дух зійде й оновить обличчя землі! Ця земля! Ці слова мали велике значення для польських громадян, які розуміли їх як стимул до демократичних змін.
З лютого по квітень 1989 р. представники польського уряду та «Солідарності» вели переговори за круглим столом у Президентському палаці у Варшаві. Результатом стала згода уряду на участь «Солідарності» у виборах до Сейму, які були призначені на 4 червня. «Солідарність» отримала всі місця, за які могла боротися згідно з Угодою за круглим столом. Це був початок великих змін для всієї Європи.
Після політичної трансформації Сейм прийняв акт, яким відновив міську владу Варшави (18 травня 1990 р.).
У 1995 році відкрився Варшавський метрополітен. Будувався з 1983 року. У 2002 році місто Весола було включено до складу Варшави, а столиця Польщі знову розширилася ще на 22,6 квадратного кілометра (8,7 миля2).
Зі вступом Польщі до Європейського Союзу у 2004 році Варшава пережила найбільший економічний бум у своїй історії. Ще одним важливим стимулятором економіки став чемпіонат Європи з футболу в Польщі та Україні у 2012 році. У Варшаві відбулося п'ять матчів, у тому числі стартовий.

## Історичні образи

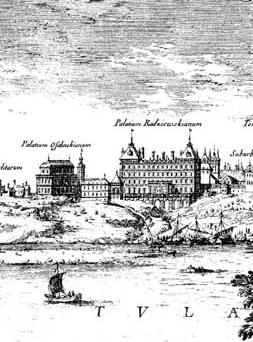
Палац Оссолінських і Палац Казановських у 1656 році
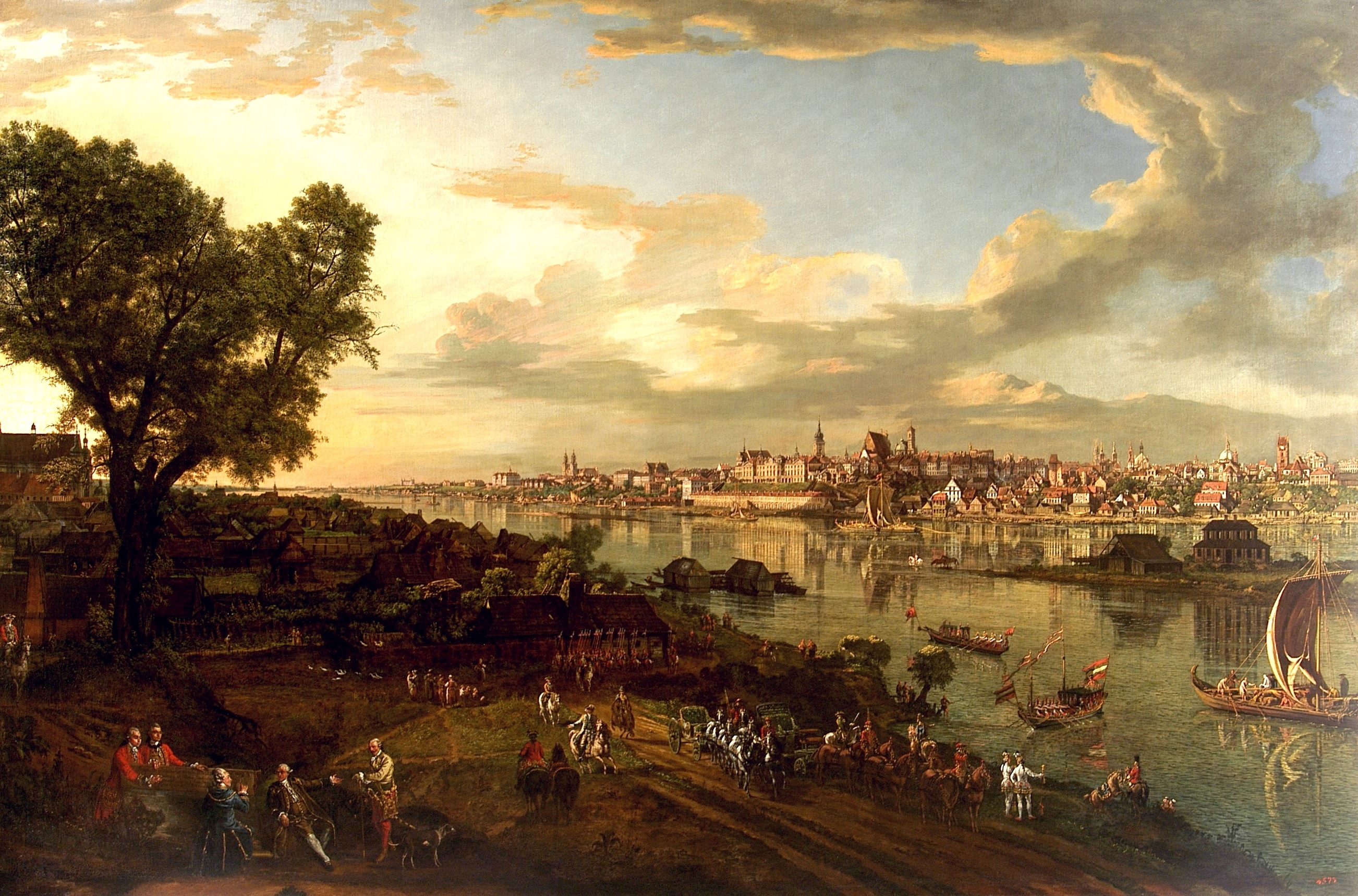
Вид на Варшаву з Праги 1770 р.
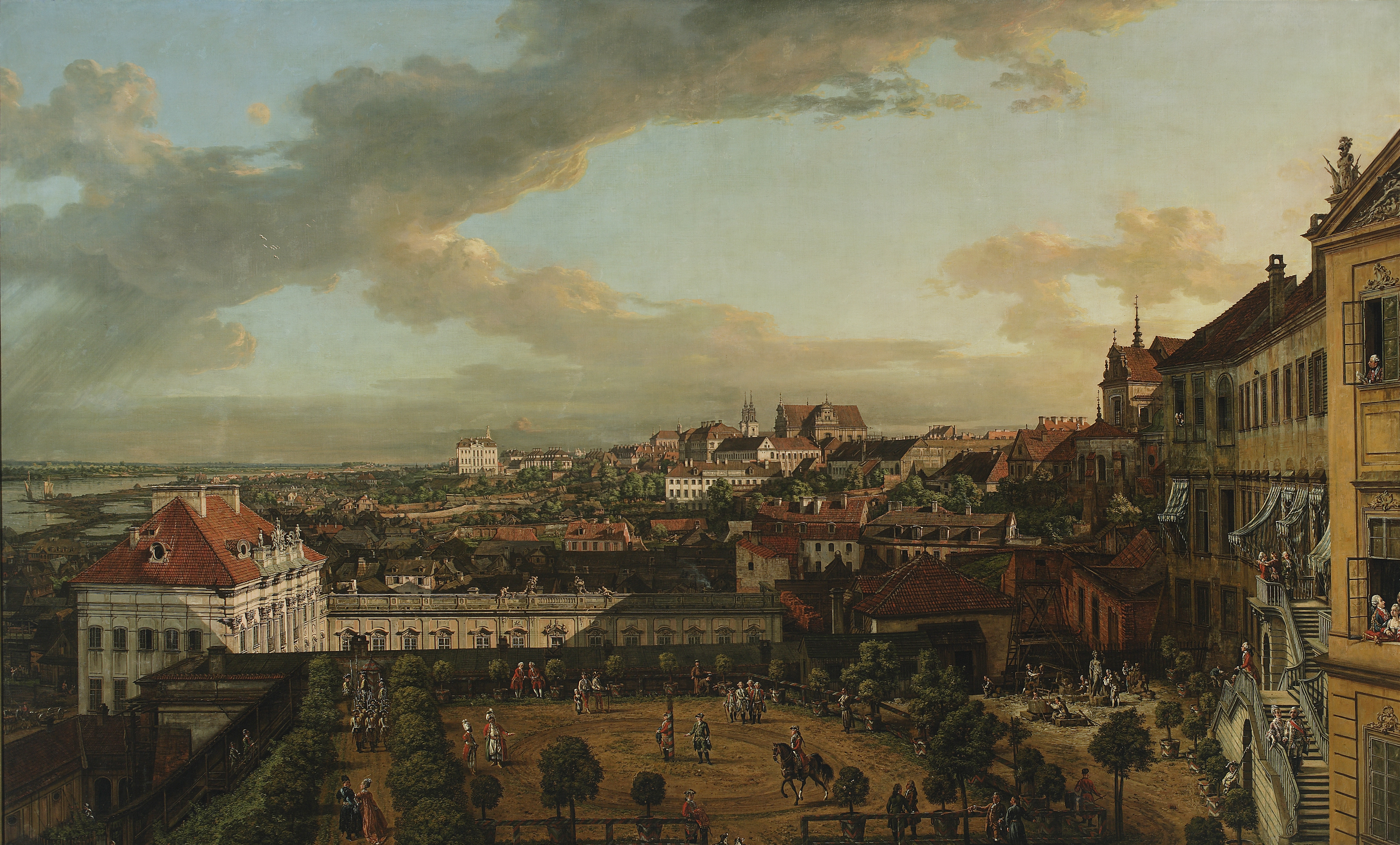
Вид на Варшаву з Королівського замку у 1773 році
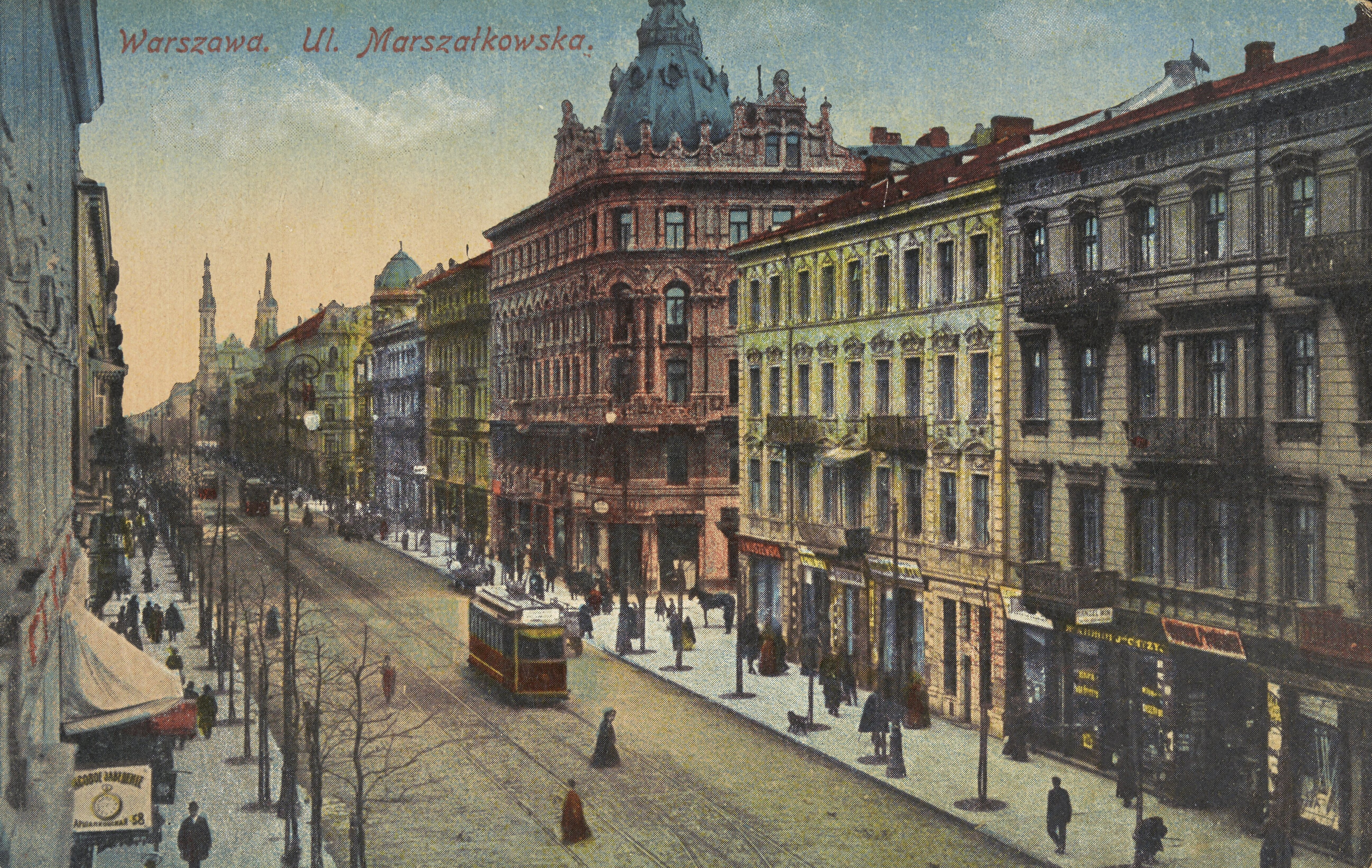
Вулиця Маршалковська 1912 року
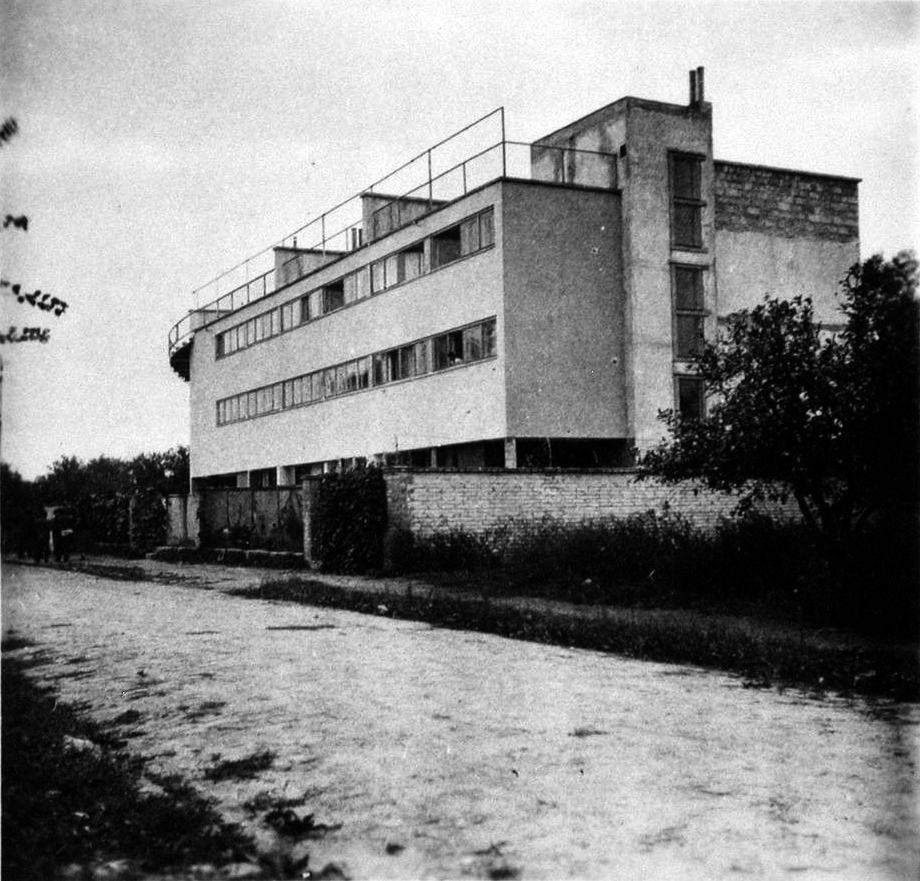
Сучасна архітектура у Варшаві 1929 рік
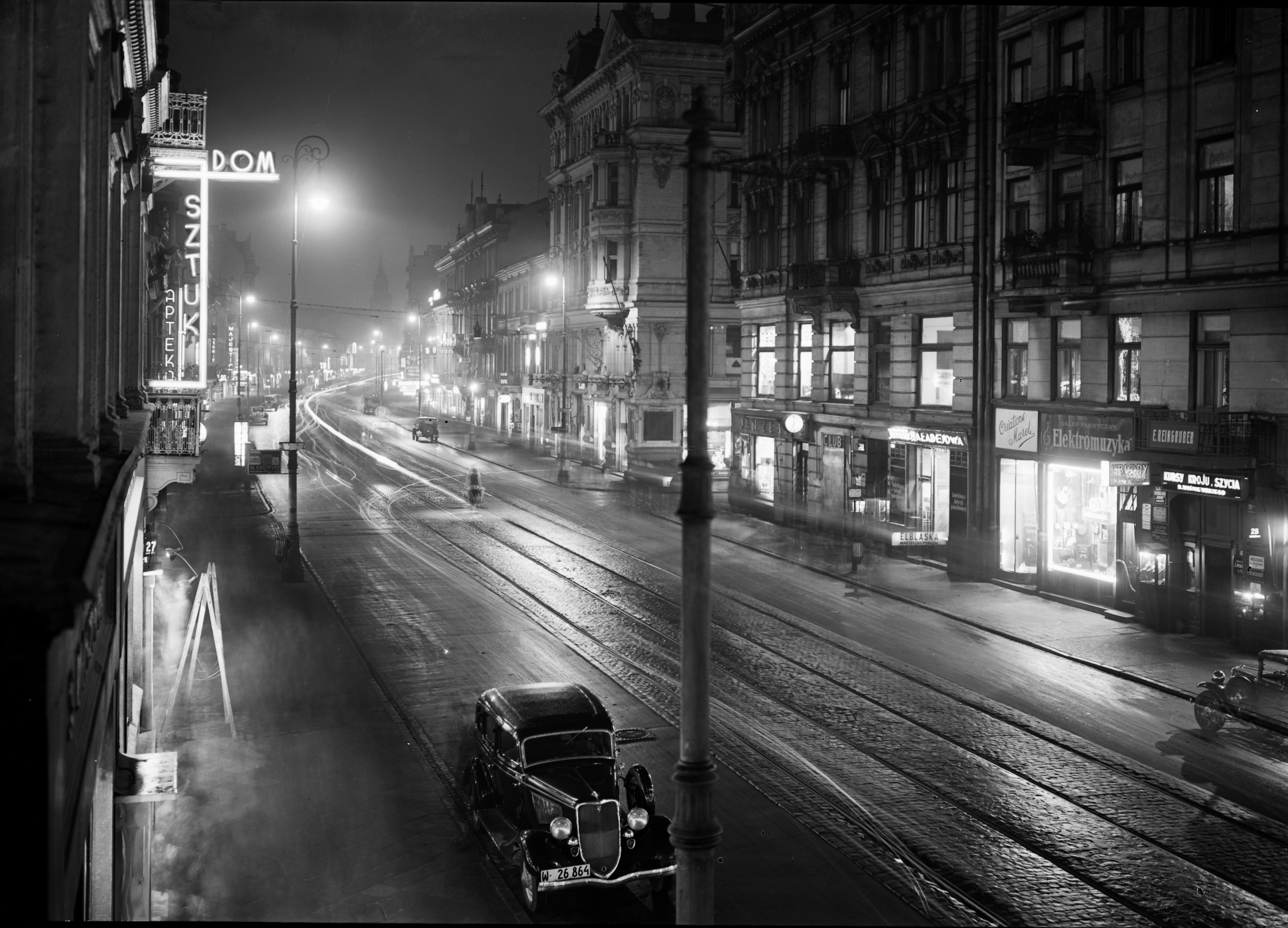
Варшава 1935 рік
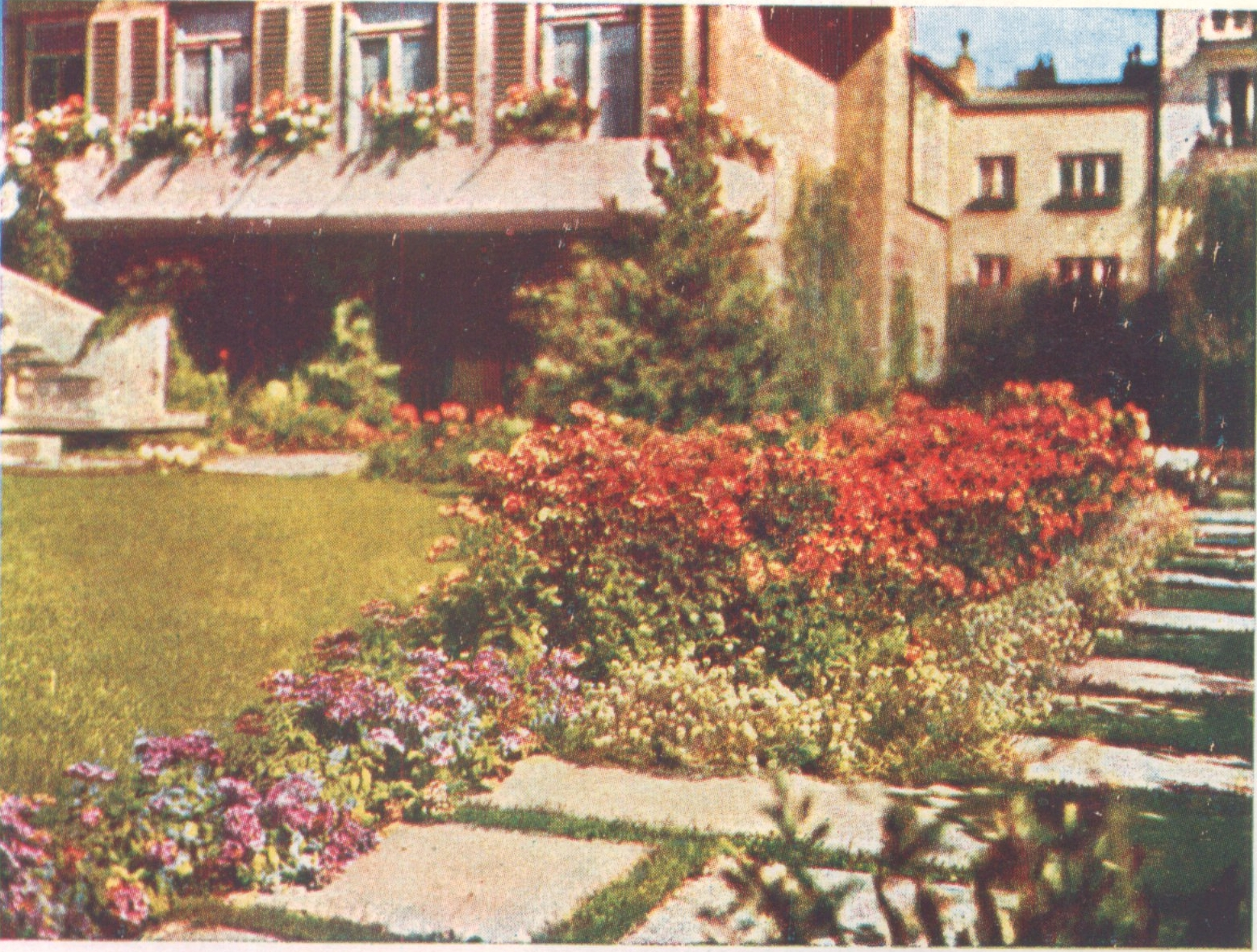
Варшава 1937 рік
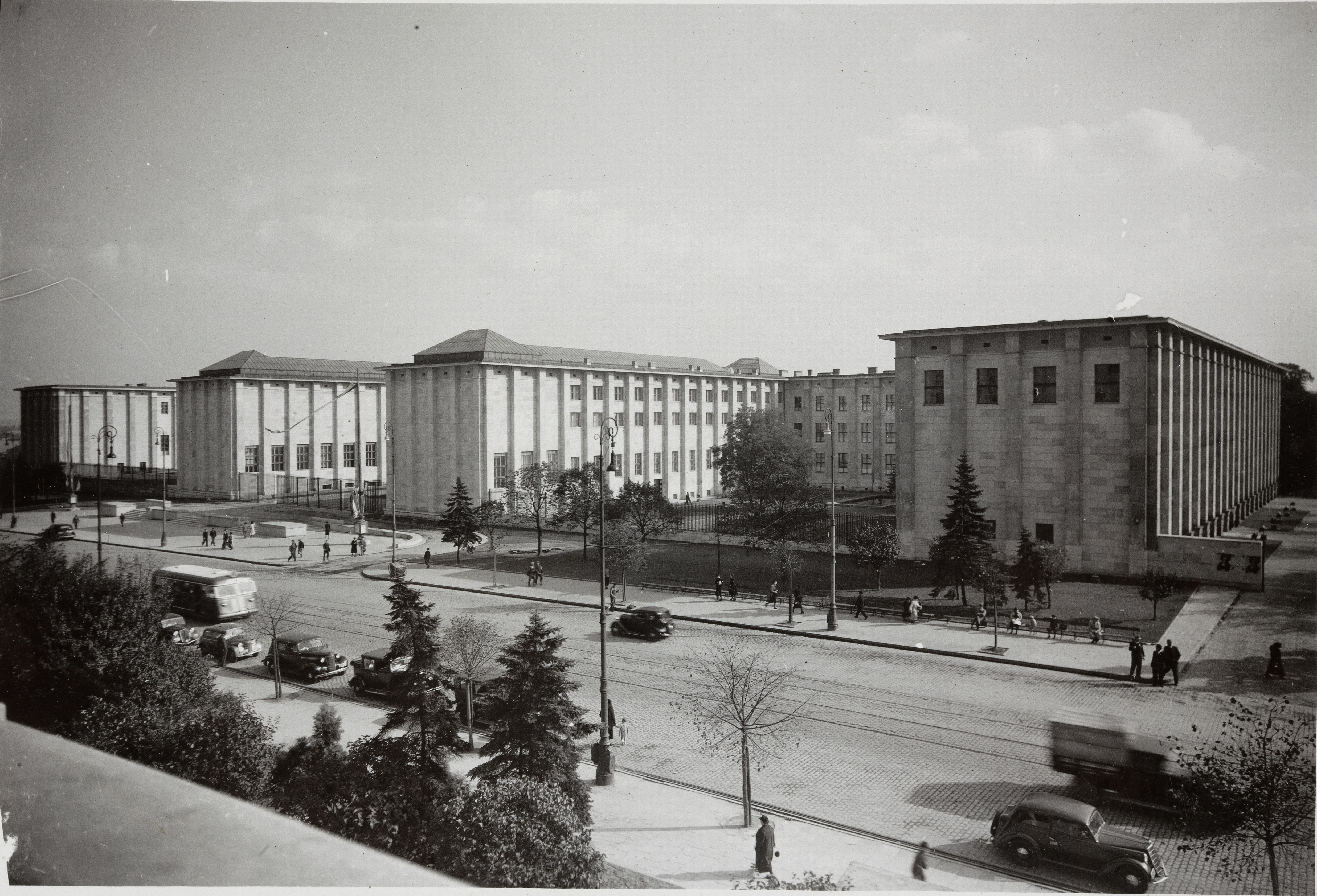
Національний музей у Варшаві 1938
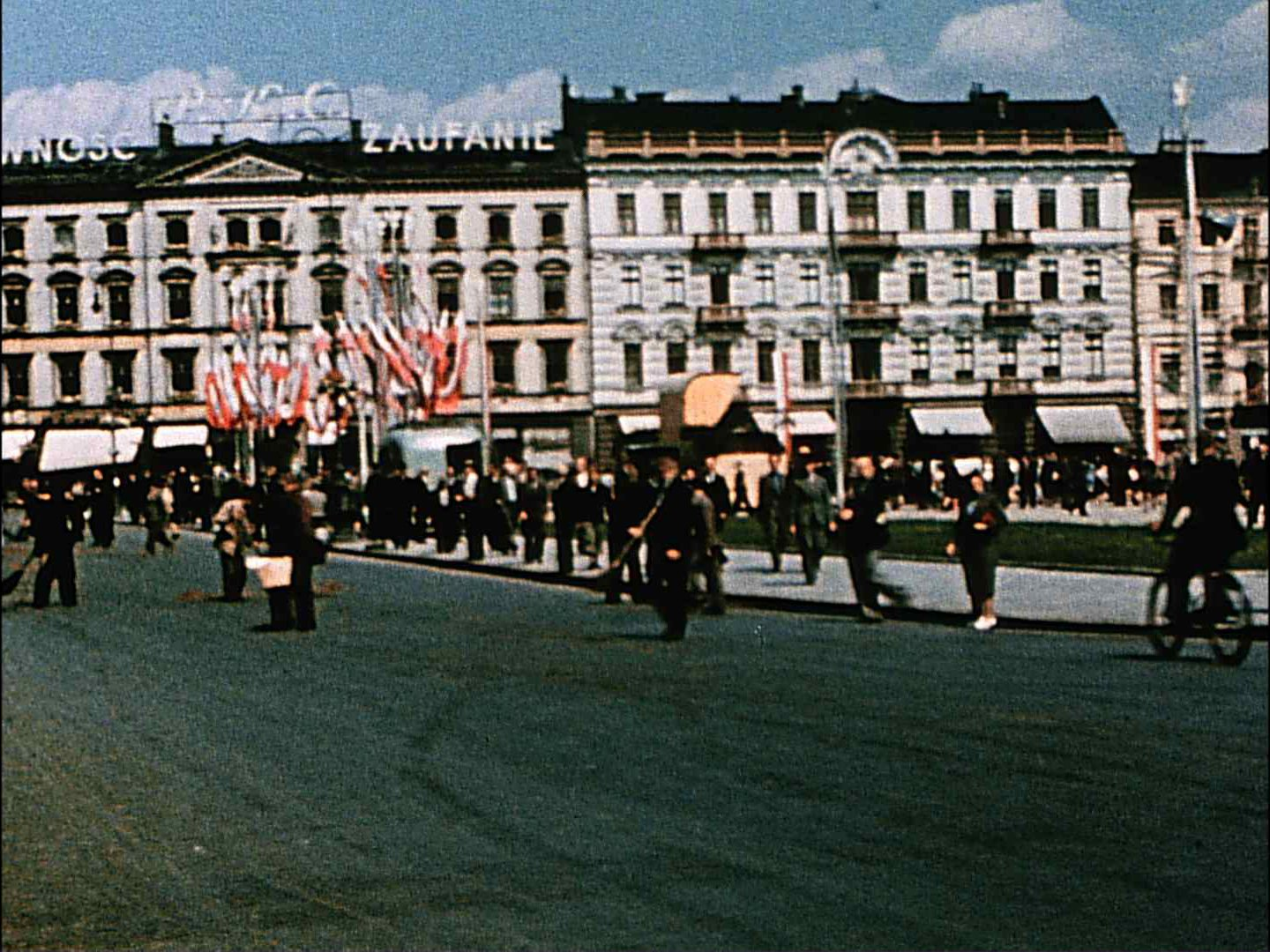
Площа Пілсудського у Варшаві, 1939 рік
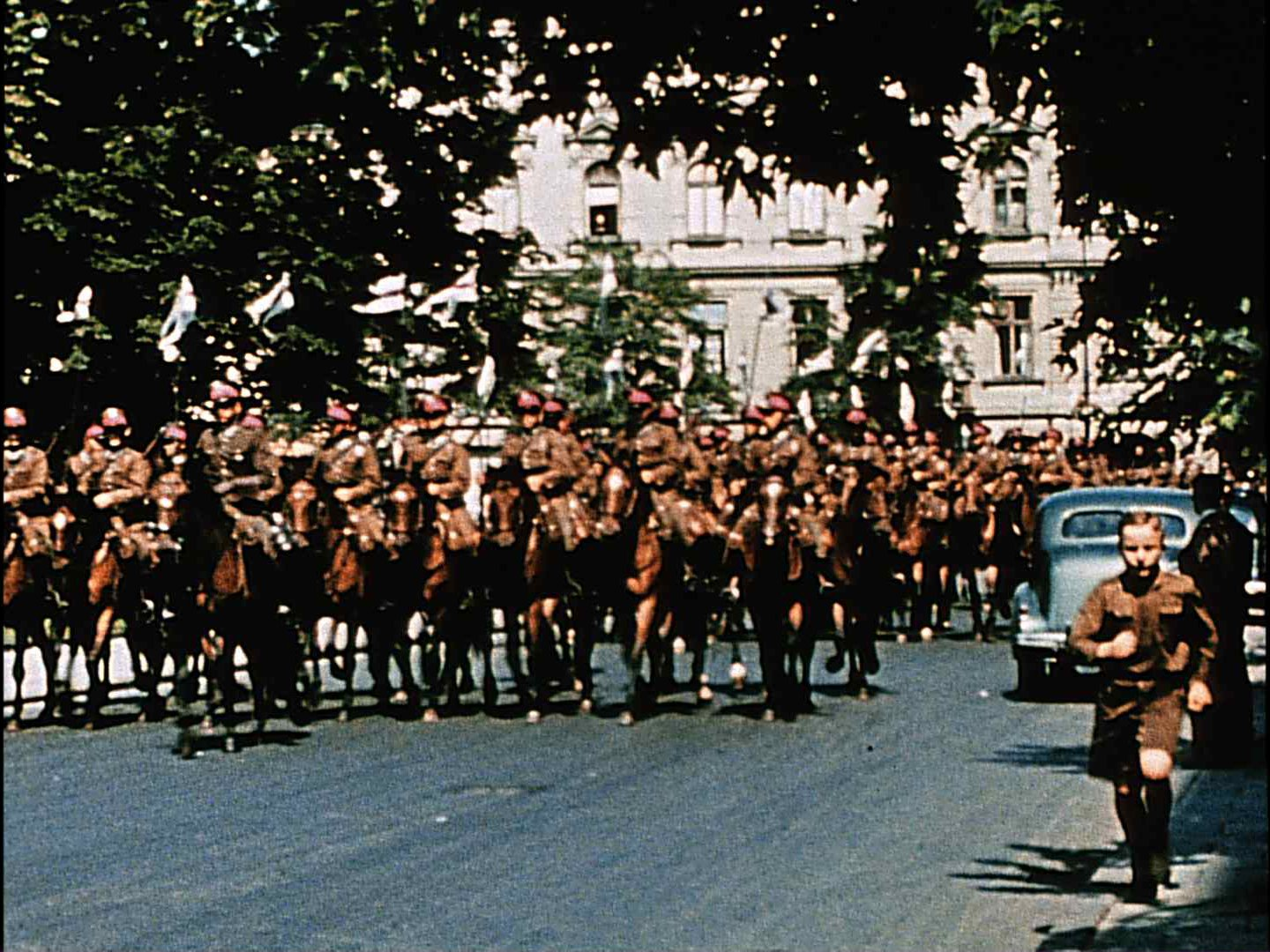
Кавалерія Польщі у Варшаві, серпень 1939 року
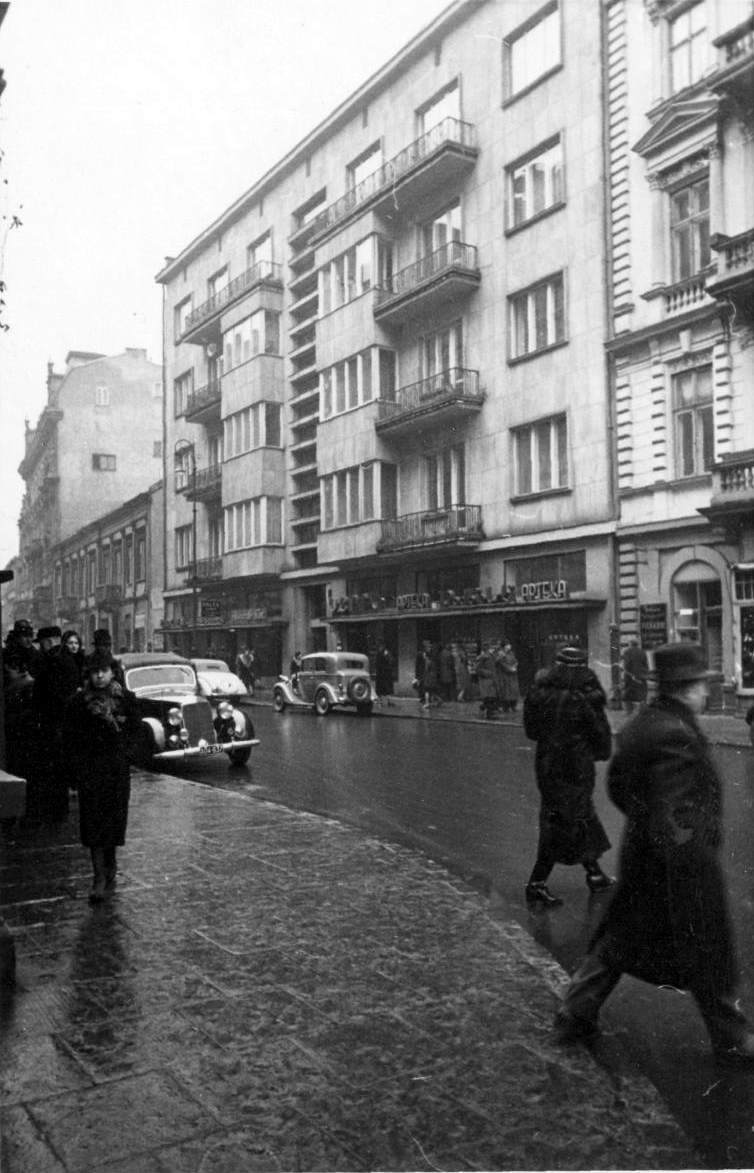
Варшава 1939 рік
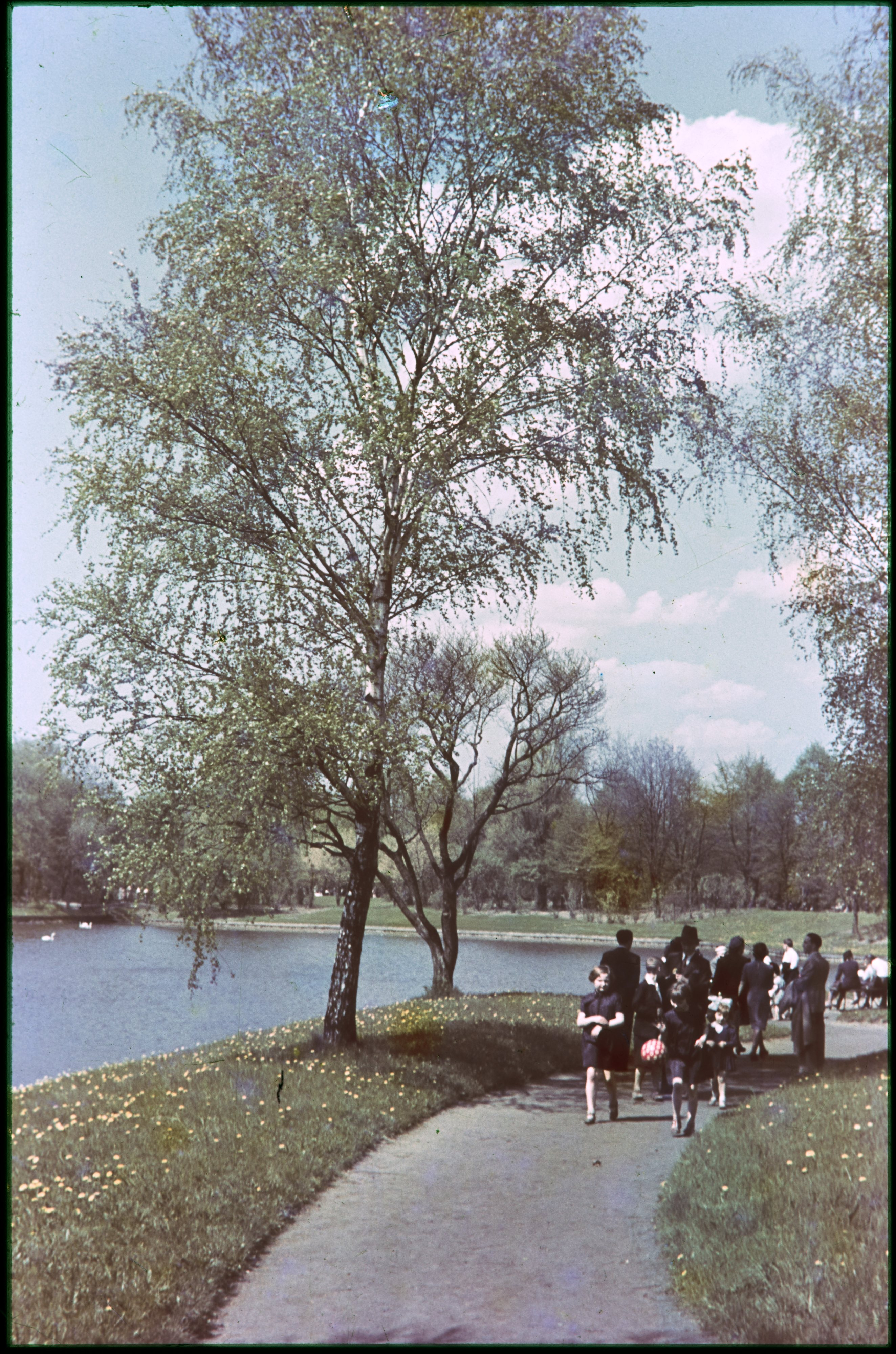
Варшава 1939 рік
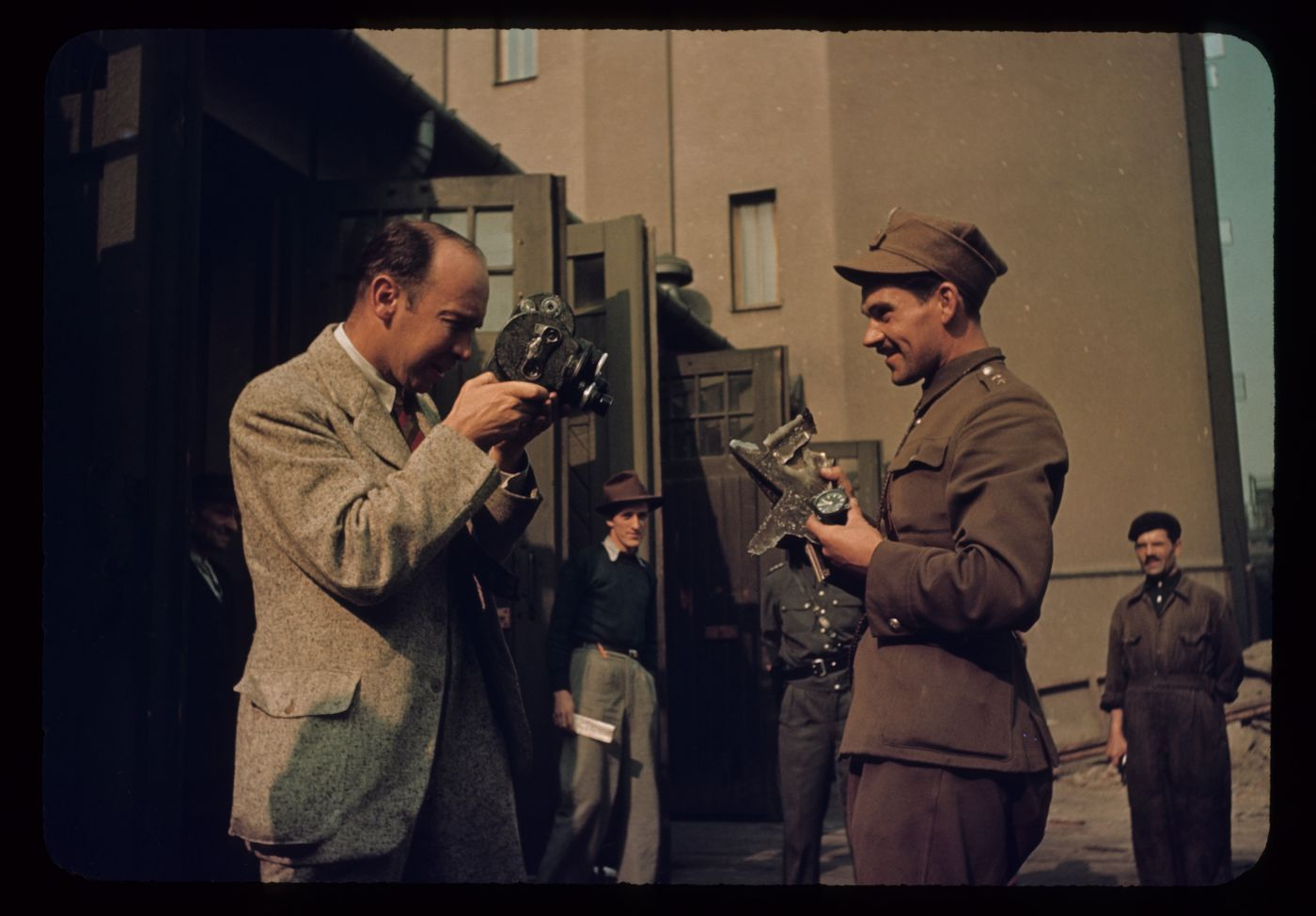
Військо Польське захищає Варшаву 1939 (Kodachrome)
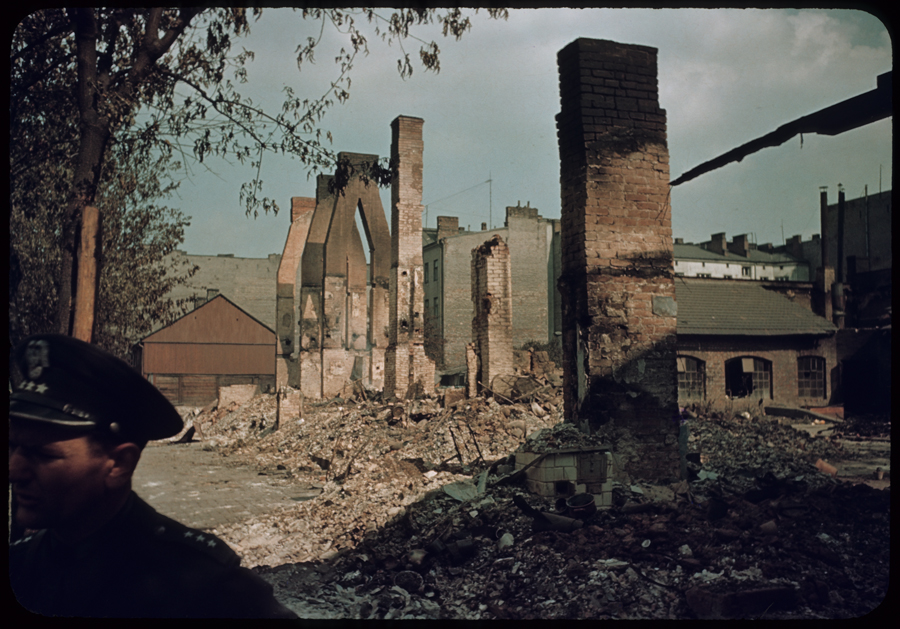
Варшава після німецького бомбардування у вересні 1939 року
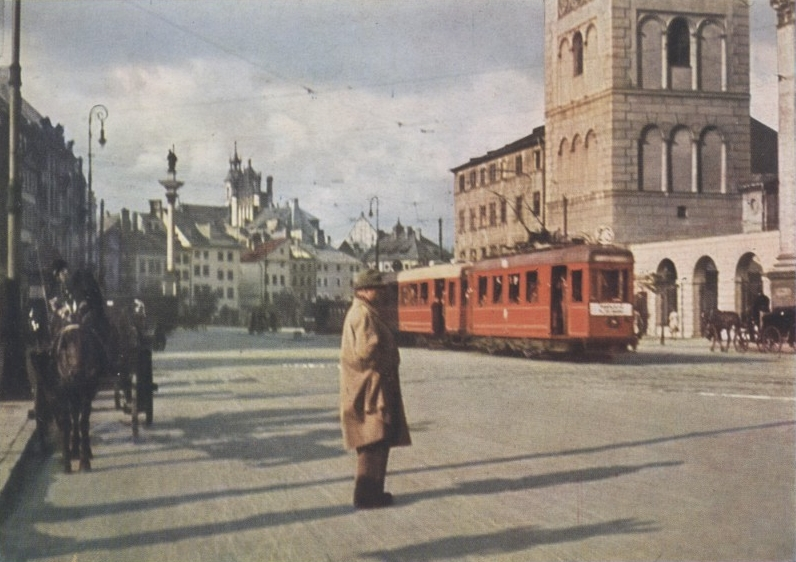
Варшава у вересні 1939 року
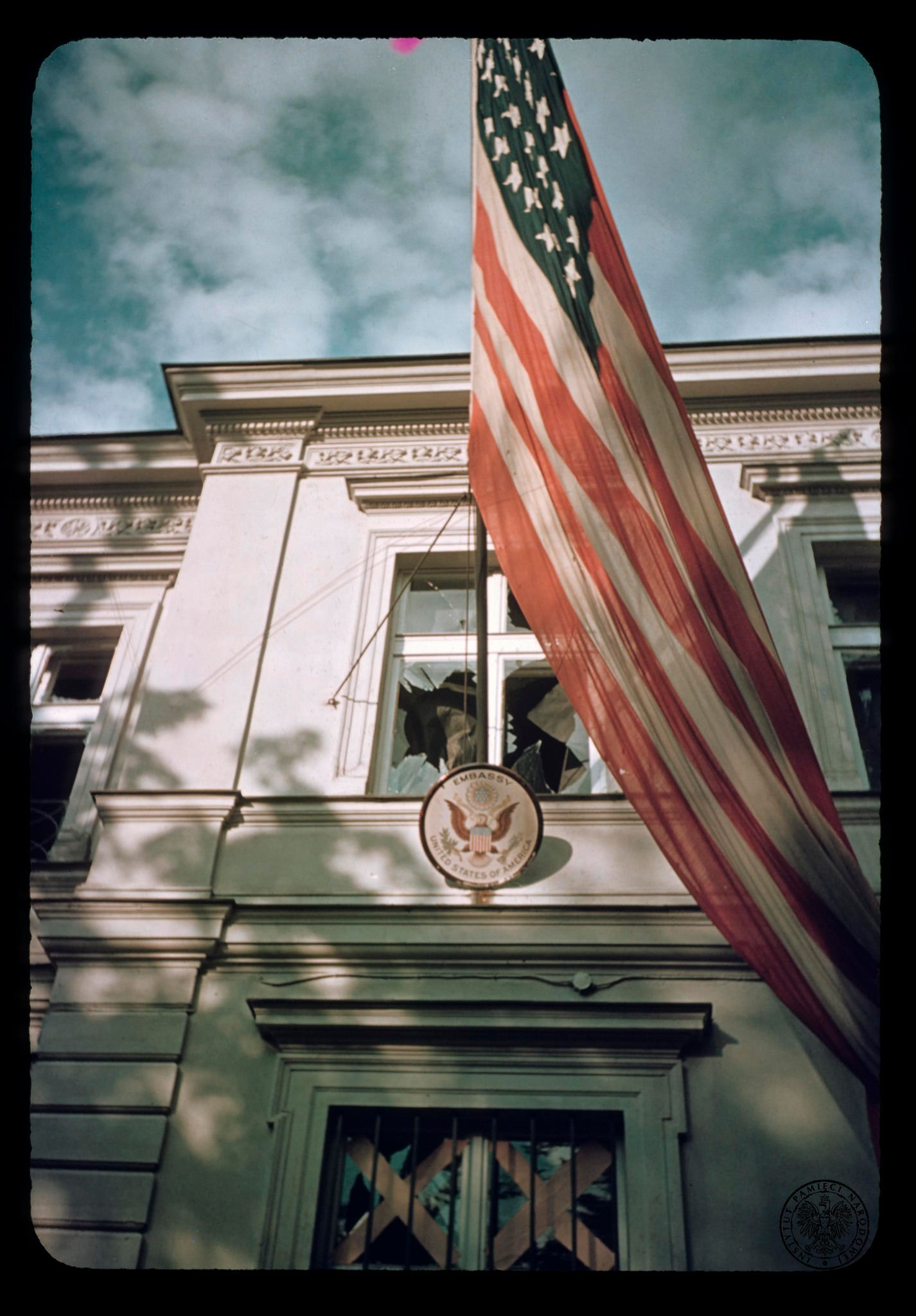
Американське посольство у Варшаві під час німецького авіанальоту в 1939 році
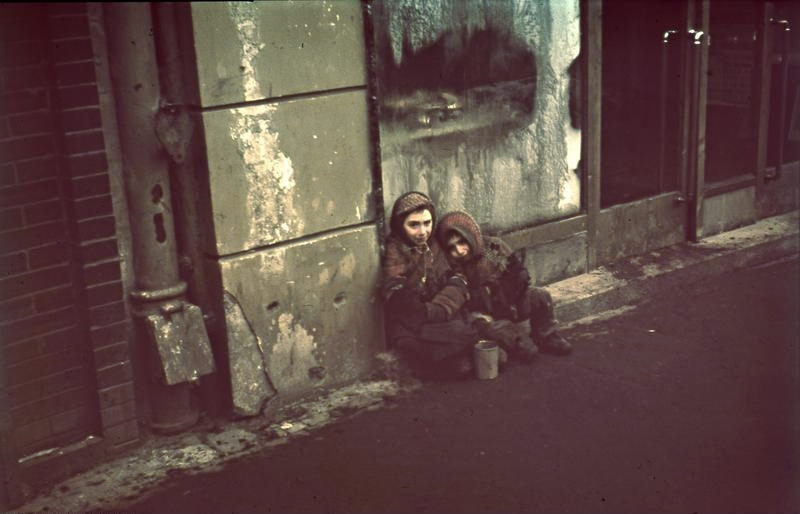
Варшавське гето 1940-1943
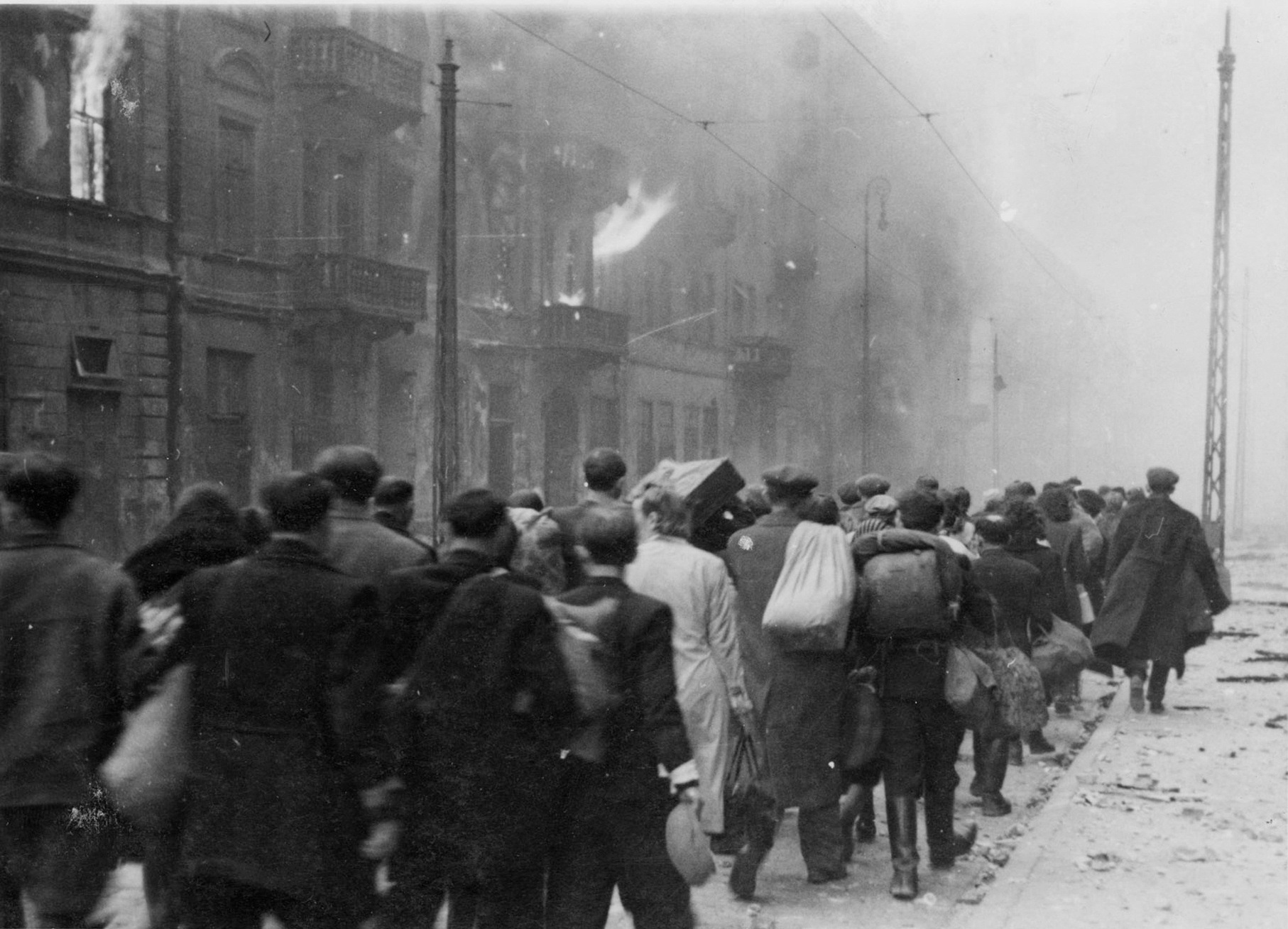
Повстання у варшавському гето у 1943
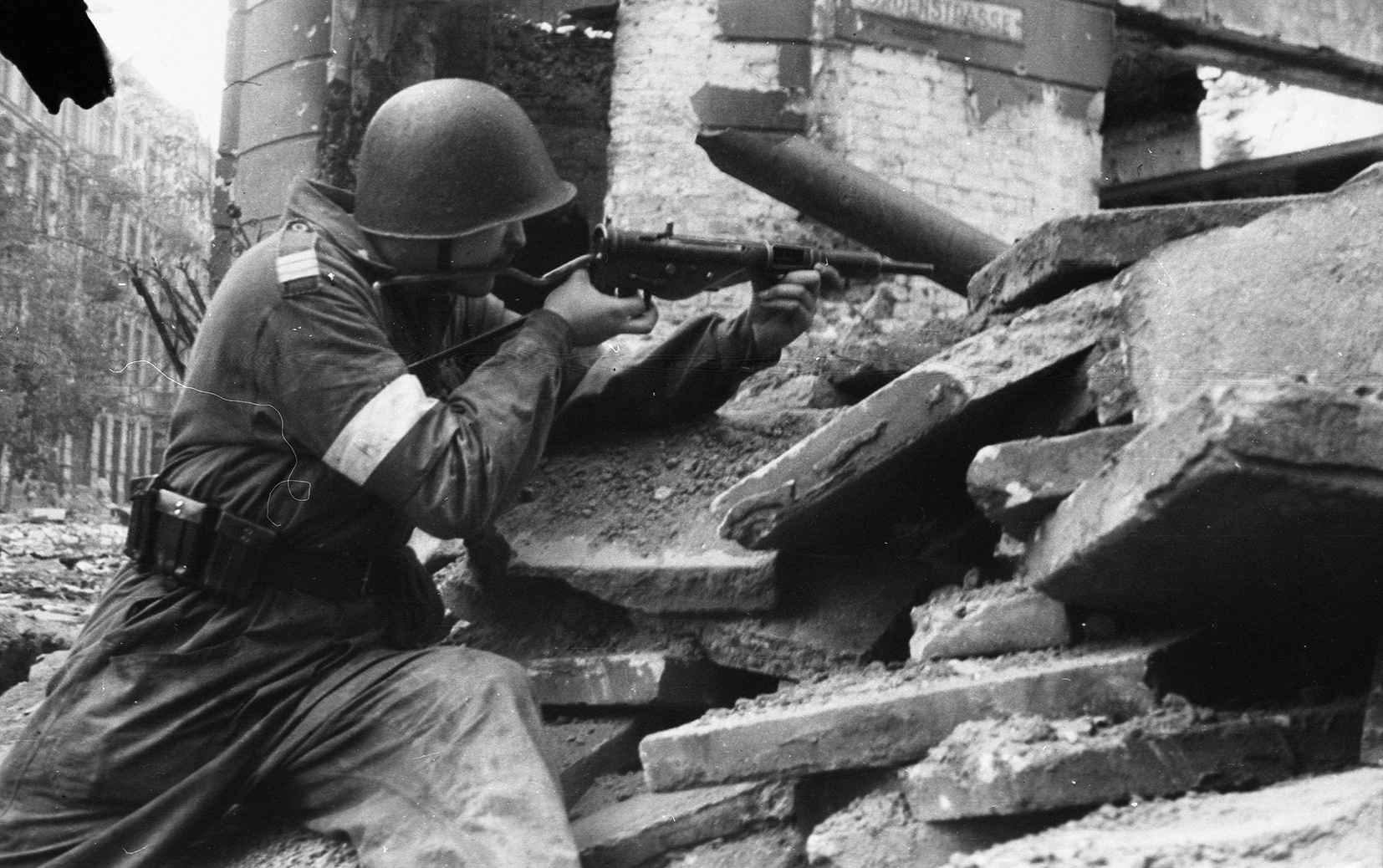
Варшавське повстання 1944 року
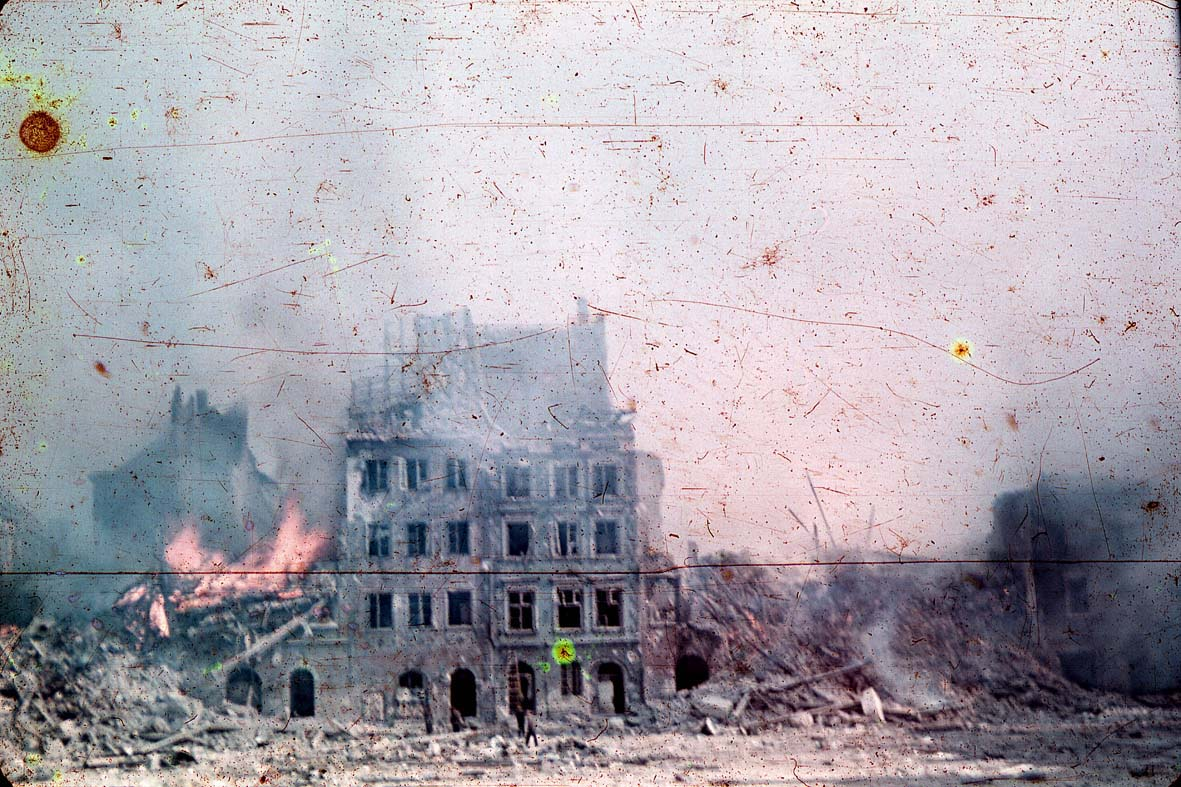
Варшавське повстання 1944 року
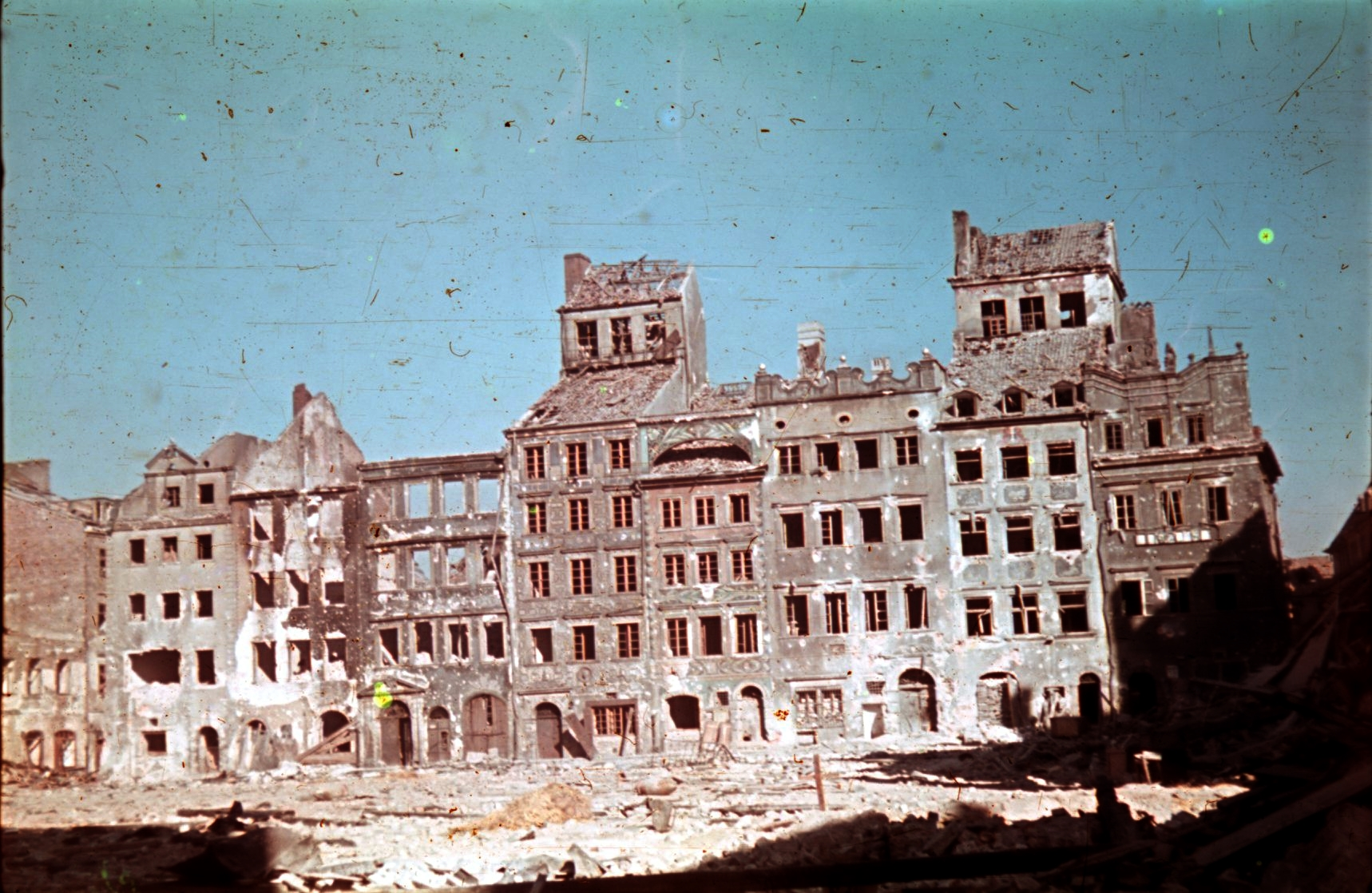
Варшавське повстання 1944 року
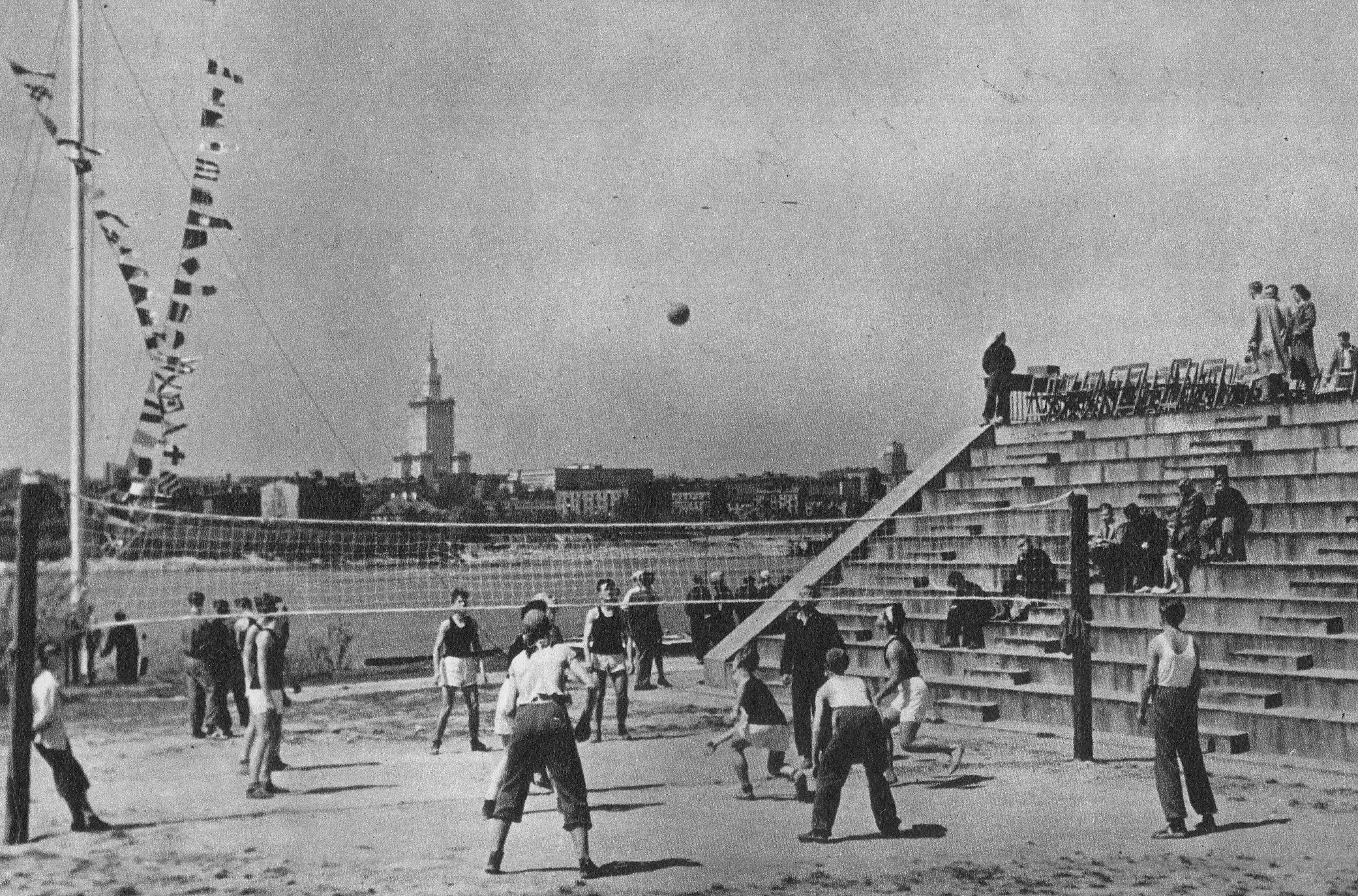
«Варшава, на пляжі в п’ятдесятих (штаб YMCA в мікрорайоні Саська Кепа)»